# Kína az 1996. évi nyári olimpiai játékokon
Kína az egyesült államokbeli Atlantában megrendezett 1996. évi nyári olimpiai játékok egyik részt vevő nemzete volt. Az országot az olimpián 25 sportágban 295 sportoló képviselte, akik összesen 50 érmet szereztek.

## Érmesek
| Érem  | Versenyző | Sportág       | Versenyszám                |
| ----- | --- | ------------- | -------------------------- |
| Arany | Liu Kuo-liang (Liu Guoliang) | Asztalitenisz | Férfi egyes                |
| Arany | Kung Ling-huj (Kong Linghui) Liu Kuo-liang (Liu Guoliang) | Asztalitenisz | Férfi páros                |
| Arany | Teng Ja-ping (Deng Yaping) | Asztalitenisz | Női egyes                  |
| Arany | Teng Ja-ping (Deng Yaping) Csiao Hung (Qiao Hong) | Asztalitenisz | Női páros                  |
| Arany | Vang Csün-hszia (Wang Junxia) | Atlétika      | Női 5000 m                 |
| Arany | Szun Fu-ming (Sun Fuming) | Cselgáncs     | Női nehézsúly              |
| Arany | Hsziung Ni (Xiong Ni) | Műugrás       | Férfi egyéni műugrás       |
| Arany | Fu Ming-hszia (Fu Mingxia) | Műugrás       | Női egyéni műugrás         |
| Arany | Fu Ming-hszia (Fu Mingxia) | Műugrás       | Női egyéni toronyugrás     |
| Arany | Jang Ling (Yang Ling) | Sportlövészet | Férfi futócéllövészet      |
| Arany | Li Tuj-hung (Li Duihong) | Sportlövészet | Női sportpisztoly          |
| Arany | Tang Ling-seng (Tang Lingsheng) | Súlyemelés    | 59 kg                      |
| Arany | Csan Hszü-kang (Zhan Xugang) | Súlyemelés    | 70 kg                      |
| Arany | Ko Fej (Ge Fei) Ku Csün (Gu Jun) | Tollaslabda   | Női páros                  |
| Arany | Li Hsziao-suang (Li Xiaoshuang) | Torna         | Férfi egyéni összetett     |
| Arany | Lö Csing-ji (Le Jingyi) | Úszás         | Női 100 m gyors            |
| Ezüst | Vang Tao (Wang Tao) | Asztalitenisz | Férfi egyes                |
| Ezüst | Lu Lin Vang Tao (Wang Tao) | Asztalitenisz | Férfi páros                |
| Ezüst | Liu Vej (Liu Wei) Csiao Jün-ping (Qiao Yunping) | Asztalitenisz | Női páros                  |
| Ezüst | Vang Csün-hszia (Wang Junxia) | Atlétika      | Női 10 000 m               |
| Ezüst | Szuj Hszin-mej (Sui Xinmei) | Atlétika      | Női súlylökés              |
| Ezüst | Cao Mien-jing (Cao Mianying) Csang Hsziu-jün (Zhang Xiuyun) | Evezés        | Női kétpárevezős           |
| Ezüst | Ho Jing (He Ying) | Íjászat       | Női egyéni                 |
| Ezüst | Nemzeti válogatott Vang Li-ping (Wang Liping) Fan Jün-csie (Fan Yunjie) Jü Hung-csi (Yu Hongqi) Csen Jü-feng (Chen Yufeng) Vej Haj-jing (Wei Haiying) Csao Li-hung (Zhao Lihong) Si Kuj-hung (Shi Guihong) Suj Csing-hszia (Shui Qingxia) Szun Ven (Sun Wen) Hszie Huj-lin (Xie Huilin) Ven Li-zsung (Wen Lirong) Kao Hung (Gao Hong) Szun Csing-mej (Sun Qingmei) Liu Jing (Liu Ying) Liu Aj-ling (Liu Ailing) | Labdarúgás    | Női                        |
| Ezüst | Jü Csuo-cseng (Yu Zhuocheng) | Műugrás       | Férfi egyéni műugrás       |
| Ezüst | Nemzeti válogatott Laj Ja-ven (Lai Yawen) Li Jen (Li Yan) Cuj Jung-mej (Cui Yongmei) Vu Jung-mej (Wu Yongmei) Vang Ji (Wang Yi) Ho Csi (He Qi) Vang Ce-ling (Wang Ziling) Szun Jüe (Sun Yue) Vang Li-na (Wang Lina) | Röplabda      | Női                        |
| Ezüst | Nemzeti válogatott An Csung-hszin (An Zhongxin) Chen Hong (Csen Hung) Ho Li-ping (He Liping) Lej Li (Lei Li) Liu Hszü-csing (Liu Xuqing) Liu Ja-csü (Liu Yaju) Ma Jing (Ma Ying) Ou Csing-paj (Ou Jingbai) Tao Hua Vang Li-hung (Wang Lihong) Vang Jing (Wang Ying) Vej Csiang (Wei Qiang) Hszü Csien (Xu Jian) Jen Fang (Yan Fang) Csang Csun-fang (Zhang Chunfang)                                            | Softball      | Női                        |
| Ezüst | Vang Ji-fu (Wang Yifu) | Sportlövészet | Férfi légpisztoly          |
| Ezüst | Hsziao Csün (Xiao Jun) | Sportlövészet | Férfi futócéllövészet      |
| Ezüst | Csang Hsziang-sen (Zhang Xiangsen) | Súlyemelés    | 54 kg                      |
| Ezüst | Tung Csiung (Dong Jiong) | Tollaslabda   | Férfi egyes                |
| Ezüst | Csang Csin-csing (Zhang Jinjing) Fan Hung-pin (Fan Hongbin) Fan Pin (Fan Bin) Huang Hua-tung (Huang Huadong) Huang Li-ping (Huang Liping) Li Hsziao-suang (Li Xiaoshuang) Sen Csien (Shen Jian) | Torna         | Férfi csapat összetett     |
| Ezüst | Li Hsziao-suang (Li Xiaoshuang) | Torna         | Férfi talaj                |
| Ezüst | Mo Huj-lan (Mo Huilan) | Torna         | Női ugrás                  |
| Ezüst | Pi Ven-csing (Bi Wenjing) | Torna         | Női felemás korlát         |
| Ezüst | Lö Csing-ji (Le Jingyi) | Úszás         | Női 50 m gyors             |
| Ezüst | Lö Csing-ji (Le Jingyi) Csao Na (Chao Na) Nien Jün (Nian Yun) San Jing (Shan Ying) | Úszás         | Női 4 × 100 m gyorsváltó   |
| Ezüst | Liu Li-min (Liu Limin) | Úszás         | Női 100 m pillangó         |
| Bronz | Csiao Hung (Qiao Hong) | Asztalitenisz | Női egyes                  |
| Bronz | Vang Jen (Wang Yan) | Atlétika      | Női 20 km gyaloglás        |
| Bronz | Seng Cö-tien (Sheng Zetian) | Birkózás      | Kötöttfogás, 57 kg         |
| Bronz | Vang Hszien-po (Wang Xianbo) | Cselgáncs     | Női középsúly              |
| Bronz | Hsziao Haj-liang (Xiao Hailiang) | Műugrás       | Férfi egyéni toronyugrás   |
| Bronz | Csang Ping (Zhang Bing) | Sportlövészet | Férfi dupla trap           |
| Bronz | Hsziao Csien-kang (Xiao Jiangang) | Súlyemelés    | 64 kg                      |
| Bronz | Csin Ji-jüan (Qin Yiyuan) Tang Jung-su (Tang Yongshu) | Tollaslabda   | Női páros                  |
| Bronz | Szun Man (Sun Man) Liu Csien-csün (Liu Jianjun) | Tollaslabda   | Vegyes páros               |
| Bronz | Fan Pin (Fan Bin) | Torna         | Férfi nyújtó               |
| Bronz | Lin Li | Úszás         | Női 200 m vegyes           |
| Bronz | Csen Jen (Chen Yan) (1) Han Hszüe (Han Xue) Caj Huj-csüe (Cai Huijue) San Jing (Shan Ying) | Úszás         | Női 4 × 100 m vegyes váltó |

## Asztalitenisz
Férfi
| Versenyző                                                 | Versenyszám | Csoportkör | Csoportkör | Nyolcaddöntő                                                 | Negyeddöntő | Elődöntő                                                                                        | Döntő                                                                                                | Helyezés |
| Versenyző                                                 | Versenyszám | Ellenfél Eredmény | Hely.      | Ellenfél Eredmény                                            | Ellenfél Eredmény                                                                                              | Ellenfél Eredmény                                                                               | Ellenfél Eredmény                                                                                    | Helyezés |
| --------------------------------------------------------- | ----------- | --- | ---------- | ------------------------------------------------------------ | --- | ----------------------------------------------------------------------------------------------- | --- | -------- |
| Liu Kuo-liang (Liu Guoliang)                              | Egyes       | F csoport · Mark Smythe (AUS) · 2:0 · Philippe Saive (BEL) · 2:0 · Slobodan Grujić (SCG) · 2:1                                                                                             | 1.         | Macusita Kódzsi (JPN) · 21–18, 21–10, 21–17                  | Johnny Huang (CAN) · 9–21, 21–19, 21–16, 21–16                                                                 | Jörg Roßkopf (GER) · 21–17, 18–21, 21–18, 21–18                                                 | Vang Tao (Wang Tao) (CHN) · 21–12, 22–24, 21–19, 15–21, 21–6                                         |          |
| Vang Tao (Wang Tao)                                       | Egyes       | B csoport · Paul Mutambuze (UGA) · 2:0 · Danny Heister (NED) · 2:1 · Daniel Ciókasz (GRE) · 2:0                                                                                            | 1.         | Ju Namgju (Yu Nam-gyu) (KOR) · 21–15, 21–16, 21–9            | Uladzimir Szamszonav (BLR) · 16–21, 16–21, 21–10, 21–15, 21–15                                                 | Petr Korbel (CZE) · 23–21, 21–7, 21–16                                                          | Liu Kuo-liang (Liu Guoliang) (CHN) · 12–21, 24–22, 19–21, 21–15, 6–21                                |          |
| Kung Ling-huj (Kong Linghui)                              | Egyes       | A csoport · Ahmed Mohammed Oszáma (SUD) · 2:0 · Taszaki Tosio (JPN) · 2:0 · Chiang Peng-LunG (TPE) · 2:0                                                                                   | 1.         | Kim Thekszu (Kim Taek-su) (KOR) · 17–21, 18–21, 22–20, 12–21 | kiesett | kiesett                                                                                         | kiesett                                                                                              | 9.       |
| Kung Ling-huj (Kong Linghui) Liu Kuo-liang (Liu Guoliang) | Páros       | C csoport · Ghána (GHA) · Isaac Opoku · Winifred Addy · 2:0 · Svédország (SWE) · Peter Karlsson · Thomas von Scheele · 2:0 · Franciaország (FRA) · Christophe Legoût · Patrick Chila · 2:0 | 1.         |                                                              | Japán (JPN) · Sibutani Hirosi · Macusita Kódzsi · 21–15, 21–19, 21–15                                          | Dél-Korea (KOR) · I Csholszung (Lee Cheol-Seung) · Ju Namgju (Yu Nam-gyu) · 21–17, 21–16, 21–19 | Kína (CHN) · Lu Lin · Vang Tao (Wang Tao) · 21–8, 13–21, 21–19, 21–11                                |          |
| Lu Lin Vang Tao (Wang Tao)                                | Páros       | A csoport · Ausztrália (AUS) · Paul Langley · Russ Lavale · 2:0 · Horvátország (CRO) · Damir Atiković · Zoran Primorac · 2:0 · Ausztria (AUT) · Ding Yi · Qian Qian-Li · 2:0               | 1.         |                                                              | Dél-Korea (KOR) · Kang Hicshan (Gang Hui-chan) · Kim Thekszu (Kim Taek-su) · 21–12, 18–21, 18–21, 21–12, 21–12 | Németország (GER) · Jörg Roßkopf · Steffen Fetzner · 21–10, 21–17, 21–7                         | Kína (CHN) · Kung Ling-huj (Kong Linghui) · Liu Kuo-liang (Liu Guoliang) · 8–21, 21–13, 19–21, 11–21 |          |

Női
| Versenyző                                         | Versenyszám | Csoportkör | Csoportkör | Nyolcaddöntő                                              | Negyeddöntő                                                                   | Elődöntő                                                                                              | Döntő                                                                                         | Helyezés |
| Versenyző                                         | Versenyszám | Ellenfél Eredmény | Hely.      | Ellenfél Eredmény                                         | Ellenfél Eredmény                                                             | Ellenfél Eredmény                                                                                     | Ellenfél Eredmény                                                                             | Helyezés |
| ------------------------------------------------- | ----------- | --- | ---------- | --------------------------------------------------------- | ----------------------------------------------------------------------------- | --- | --------------------------------------------------------------------------------------------- | -------- |
| Teng Ja-ping (Deng Yaping)                        | Egyes       | A csoport · June Kyakobye (UGA) · 2:0 · Lisa Lomas (GBR) · 2:0 · Marie Svensson (SWE) · 2:0                                                                                | 1.         | Pak Hedzsong (Park Hae-Jeong) (KOR) · 21–14, 21–19, 24–22 | Nicole Struse (GER) · 21–16, 21–9, 21–13                                      | Liu Vej (CHN) · 21–23, 21–17, 21–19, 21–9                                                             | Csen Csing (TPE) · 21–14, 21–17, 20–22, 17–21, 21–5                                           |          |
| Csiao Hung (Qiao Hong)                            | Egyes       | B csoport · Mary Musoke (UGA) · 2:0 · Xiao-Ming Wang-Dréchou (FRA) · 2:0 · Szató Rika (JPN) · 2:0                                                                          | 1.         | Jing Jun Hong (SIN) · 21–9, 21–12, 21–14                  | Kojama Csire (JPN) · 21–18, 21–19, 21–16                                      | Csen Csing (TPE) · 9–21, 21–23, 17–21                                                                 | Liu Vej (CHN) · 21–17, 15–21, 21–19, 21–11                                                    |          |
| Liu Vej (Liu Wei)                                 | Egyes       | D csoport · Berta Rodríguez (CHI) · 2:0 · Valentina Popovová (SVK) · 2:1 · Amy Feng (USA) · 2:1                                                                            | 1.         | Otilia Bădescu (ROU) · 21–18, 21–16, 21–13                | Kim Hjonhi (PRK) · 21–12, 22–20, 21–14                                        | Teng Ja-ping (Deng Yaping) (CHN) · 23–21, 17–21, 19–21, 9–21                                          | Csiao Hung (Qiao Hong) (CHN) · 17–21, 21–15, 19–21, 11–21                                     | 4.       |
| Teng Ja-ping (Deng Yaping) Csiao Hung (Qiao Hong) | Páros       | A csoport · Franciaország (FRA) · Emmanuelle Coubat · Xiao-Ming Wang-Dréchou · 2:0 · Kanada (CAN) · Barbara Chiu · Lijuan Geng · 2:0                                       | 1.         |                                                           | Tajvan (TPE) · Chen Chiu-Tan · Csen Csing · 18–21, 21–16, 21–19, 22–24, 23–21 | Dél-Korea (KOR) · Kim Mugjo (Kim Mu-gyo) · Pak Kjonge (Park Gyeong-ae) · 21–15, 19–21, 21–15, 21–19   | Kína (CHN) · Liu Vej · Csiao Jün-ping (Qiao Yunping) · 18–21, 25–23, 21–15, 21–11             |          |
| Liu Vej (Liu Wei) Csiao Jün-ping (Qiao Yunping)   | Páros       | B csoport · Chile (CHI) · Berta Rodríguez · Sofija Tepes · 2:0 · Nagy-Britannia (GBR) · Andrea Holt · Lisa Lomas · 2:0 · Németország (GER) · Jie Schöpp · Olga Nemes · 2:1 | 1.         |                                                           | Japán (JPN) · Kojama Csire · Tódó Taeko · 21–9, 21–15, 21–15                  | Dél-Korea (KOR) · Pak Hedzsong (Park Hae-Jeong) · Ju Dzsihje (Yu Ji-Hye) · 21–13, 16–21, 22–20, 21–11 | Kína (CHN) · Teng Ja-ping (Deng Yaping) · Csiao Hung (Qiao Hong) · 21–18, 23–25, 15–21, 11–21 |          |

## Atlétika
Férfi
| Versenyző                         | Versenyszám     | Előfutam | Előfutam | Előfutam | Negyeddöntő | Negyeddöntő | Negyeddöntő | Elődöntő | Elődöntő | Elődöntő | Döntő    | Döntő    |
| Versenyző                         | Versenyszám     | Idő      | Hely.    | Össz.    | Idő         | Hely.       | Össz.       | Idő      | Hely.    | Össz.    | Idő      | Helyezés |
| --------------------------------- | --------------- | -------- | -------- | -------- | ----------- | ----------- | ----------- | -------- | -------- | -------- | -------- | -------- |
| Csen Ven-csung (Chen Wenzhong)    | 100 m           | 10,37    | 3.       | 33.*     | 10,29       | 7.          | 23.         | kiesett  | kiesett  | kiesett  | kiesett  | kiesett  |
| Csen Ven-csung (Chen Wenzhong)    | 200 m           | 21,05    | 7.       | 55.      | kiesett     | kiesett     | kiesett     | kiesett  | kiesett  | kiesett  | kiesett  | kiesett  |
| Li Tung (Li Tong)                 | 110 m gát       | 13,57    | 2.       | 13.      | 13,43       | 4.          | 9.          | 13,60    | 9.       | 15.      | kiesett  | kiesett  |
| Csen Jen-hao (Chen Yanhao)        | 110 m gát       | 13,76    | 5.       | 31.*     | kiesett     | kiesett     | kiesett     | kiesett  | kiesett  | kiesett  | kiesett  | kiesett  |
| Jü Kuo-huj (Yu Guohui)            | 20 km gyaloglás |          |          |          |             |             |             |          |          |          | 1:24:30  | 21.      |
| Li Cö-ven (Li Zewen)              | 20 km gyaloglás |          |          |          |             |             |             |          |          |          | 1:25:28  | 28.*     |
| Li Ming-caj (Li Mingcai)          | 20 km gyaloglás |          |          |          |             |             |             |          |          |          | kizárták | kizárták |
| Csang Huj-csiang (Zhang Huiqiang) | 50 km gyaloglás |          |          |          |             |             |             |          |          |          | 3:53:10  | 14.      |
| Mao Hszin-jüan (Mao Xinyuan)      | 50 km gyaloglás |          |          |          |             |             |             |          |          |          | kizárták | kizárták |
| Csao Jung-seng (Zhao Yongsheng)   | 50 km gyaloglás |          |          |          |             |             |             |          |          |          | kizárták | kizárták |

| Versenyző                        | Versenyszám   | Selejtező | Selejtező | Döntő    | Döntő    |
| Versenyző                        | Versenyszám   | Eredmény  | Helyezés  | Eredmény | Helyezés |
| -------------------------------- | ------------- | --------- | --------- | -------- | -------- |
| Huang Keng (Huang Geng)          | Távolugrás    | 812 cm    | 6.        | 799 cm   | 9.       |
| Csen Csing (Chen Jing)           | Távolugrás    | 770 cm    | 29.       | kiesett  | kiesett  |
| Cou Sze-hszin (Zou Sixin)        | Hármasugrás   | 16,53 m   | 21.       | kiesett  | kiesett  |
| Li Sao-csie (Li Shaojie)         | Diszkoszvetés | 60,20 m   | 18.       | kiesett  | kiesett  |
| Csang Lien-piao (Zhang Lianbiao) | Gerelyhajítás | 79,88 m   | 12.       | 70,96 m  | 11.      |

Női
| Versenyző                      | Versenyszám     | Előfutam | Előfutam | Előfutam | Negyeddöntő | Negyeddöntő | Negyeddöntő | Elődöntő | Elődöntő | Elődöntő | Döntő    | Döntő    |
| Versenyző                      | Versenyszám     | Idő      | Hely.    | Össz.    | Idő         | Hely.       | Össz.       | Idő      | Hely.    | Össz.    | Idő      | Helyezés |
| ------------------------------ | --------------- | -------- | -------- | -------- | ----------- | ----------- | ----------- | -------- | -------- | -------- | -------- | -------- |
| Jen Csien-kuj (Yan Jiankui)    | 100 m           | 11,46    | 6.       | 29.      | kiesett     | kiesett     | kiesett     | kiesett  | kiesett  | kiesett  | kiesett  | kiesett  |
| Jen Csien-kuj (Yan Jiankui)    | 200 m           | 23,21    | 5.       | 23.      | 23,30       | 7.          | 22.         | kiesett  | kiesett  | kiesett  | kiesett  | kiesett  |
| Tu Hsziu-csie (Du Xiujie)      | 200 m           | 23,69    | 6.       | 38.      | kiesett     | kiesett     | kiesett     | kiesett  | kiesett  | kiesett  | kiesett  | kiesett  |
| Tu Hsziu-csie (Du Xiujie)      | 400 m           | 53,95    | 6.       | 41.      | kiesett     | kiesett     | kiesett     | kiesett  | kiesett  | kiesett  | kiesett  | kiesett  |
| Csang Csien (Zhang Jian)       | 800 m           | 2:04,17  | 5.       | 27.      |             |             |             | kiesett  | kiesett  | kiesett  | kiesett  | kiesett  |
| Vej Li (Wei Li)                | 5000 m          | 15:33,49 | 5.       | 17.      |             |             |             |          |          |          | kiesett  | kiesett  |
| Vang Csün-hszia (Wang Junxia)  | 5000 m          | 15:24,28 | 4.       | 14.      |             |             |             |          |          |          | 14:59,88 |          |
| Vang Csün-hszia (Wang Junxia)  | 10 000 m        | 32:36,53 | 7.       | 7.       |             |             |             |          |          |          | 31:02,58 |          |
| Vang Ming-hszia (Wang Mingxia) | 10 000 m        | 32:10,26 | 10.      | 29.      |             |             |             |          |          |          | 32:38,98 | 15.      |
| Jang Sze-csü (Yang Siju)       | 10 000 m        | 32:22,77 | 11.      | 30.      |             |             |             |          |          |          | 33:15,29 | 19.      |
| Jang Sze-csü (Yang Siju)       | 5000 m          | 15:40,41 | 8.       | 20.      |             |             |             |          |          |          | kiesett  | kiesett  |
| Zsen Hsziu-csüan (Ren Xiujuan) | Maraton         |          |          |          |             |             |             |          |          |          | 2:31:21  | 9.       |
| Vang Jen (Wang Yan)            | 10 km gyaloglás |          |          |          |             |             |             |          |          |          | 42:19    |          |
| Ku Jen (Gu Yan)                | 10 km gyaloglás |          |          |          |             |             |             |          |          |          | 42:34    | 4.       |
| Kao Hung (Gao Hong)miao        | 10 km gyaloglás |          |          |          |             |             |             |          |          |          | kizárták | kizárták |

| Versenyző                          | Versenyszám   | Selejtező | Selejtező | Döntő    | Döntő    |
| Versenyző                          | Versenyszám   | Eredmény  | Helyezés  | Eredmény | Helyezés |
| ---------------------------------- | ------------- | --------- | --------- | -------- | -------- |
| Zsen Zsuj-ping (Ren Ruiping)       | Hármasugrás   | 14,56 m   | 4.        | 14,30 m  | 6.       |
| Vang Hszien-zsung (Wang Xiangrong) | Hármasugrás   | 13,32 m   | 22.       | kiesett  | kiesett  |
| Szuj Hszin-mej (Sui Xinmei)        | Súlylökés     | 19,36 m   | 2.        | 19,88 m  |          |
| Li Mej-szu (Li Meisu)              | Súlylökés     | 18,39 m   | 14.       | kiesett  | kiesett  |
| Hsziao Jen-ling (Xiao Yanling)     | Diszkoszvetés | 65,10 m   | 2.        | 64,72 m  | 5.       |
| Li Lej (Li Lei)                    | Gerelyhajítás | 61,48 m   | 7.        | 60,74 m  | 8.       |

* - egy másik versenyzővel azonos eredményt ért el

## Birkózás
Kötöttfogású
| Versenyző                   | Versenyszám | 32-es főtábla                 | Nyolcaddöntő               | Negyeddöntő       | Elődöntő                | Vigaszág 2. kör                   | Vigaszág 3. kör               | Vigaszág 4. kör   | Vigaszág 5. kör   | Vigaszág 6. kör            | Bronz- mérkőzés             | Döntő             | Helyezés |
| Versenyző                   | Versenyszám | Ellenfél Eredmény             | Ellenfél Eredmény          | Ellenfél Eredmény | Ellenfél Eredmény       | Ellenfél Eredmény                 | Ellenfél Eredmény             | Ellenfél Eredmény | Ellenfél Eredmény | Ellenfél Eredmény          | Ellenfél Eredmény           | Ellenfél Eredmény | Helyezés |
| --------------------------- | ----------- | ----------------------------- | -------------------------- | ----------------- | ----------------------- | --------------------------------- | ----------------------------- | ----------------- | ----------------- | -------------------------- | --------------------------- | ----------------- | -------- |
| Seng Cö-tien (Sheng Zetian) | 57 kg       | Vilayət Ağayev (AZE) · 5–4    | Aigars Jansons (LAT) · 7–1 | erőnyerő          | Dennis Hall (USA) · 0–1 |                                   |                               |                   |                   | Luis Sarmiento (CUB) · 8–2 | Ruszlan Hakimov (UKR) · 4–0 |                   |          |
| Hu Kuo-hung (Hu Guohong)    | 62 kg       | Mhitar Manoukjan (ARM) · 0–11 |                            |                   |                         | Marco Sánchez (PUR) · 8–3         | Mehmet Akif Pirim (TUR) · 1–3 | kiesett           | kiesett           | kiesett                    | kiesett                     |                   | 12.      |
| Pa Jen-csuan (Ba Yanchuan)  | 100 kg      | Jason Gleasman (USA) · 2–15   |                            |                   |                         | Todor Manov (BUL) · 0–4           | kiesett                       | kiesett           | kiesett           | kiesett                    | kiesett                     |                   | 16.      |
| Liu Kuo-ko (Liu Guoke)      | 130 kg      | René Schiekel (GER) · 0–3     |                            |                   |                         | Shermukhammad Kuziyev (UZB) · 1–6 | kiesett                       | kiesett           | kiesett           | kiesett                    | kiesett                     | 19.               |          |

Szabadfogású
| Versenyző                  | Versenyszám | 32-es főtábla            | Nyolcaddöntő            | Negyeddöntő       | Elődöntő          | Vigaszág 2. kör   | Vigaszág 3. kör   | Vigaszág 4. kör            | Vigaszág 5. kör   | Vigaszág 6. kör   | Bronz- mérkőzés   | Döntő             | Helyezés |
| Versenyző                  | Versenyszám | Ellenfél Eredmény        | Ellenfél Eredmény       | Ellenfél Eredmény | Ellenfél Eredmény | Ellenfél Eredmény | Ellenfél Eredmény | Ellenfél Eredmény          | Ellenfél Eredmény | Ellenfél Eredmény | Ellenfél Eredmény | Ellenfél Eredmény | Helyezés |
| -------------------------- | ----------- | ------------------------ | ----------------------- | ----------------- | ----------------- | ----------------- | ----------------- | -------------------------- | ----------------- | ----------------- | ----------------- | ----------------- | -------- |
| Feng Aj-kang (Feng Aigang) | 130 kg      | Alfredo Far (PAN) · 11–0 | Sven Thiele (GER) · 1–1 |                   |                   |                   | erőnyerő          | Merabi Valijev (UKR) · 1–3 | kiesett           | kiesett           | kiesett           |                   | 9.       |

## Cselgáncs
Férfi
| Versenyző                         | Versenyszám | Selejtező         | 32-es főtábla               | Nyolcaddöntő                | Negyeddöntő                   | Elődöntő                | Vigaszág első kör                  | Vigaszág negyeddöntő | Vigaszág elődöntő | Bronz- mérkőzés               | Döntő             | Helyezés |
| Versenyző                         | Versenyszám | Ellenfél Eredmény | Ellenfél Eredmény           | Ellenfél Eredmény           | Ellenfél Eredmény             | Ellenfél Eredmény       | Ellenfél Eredmény                  | Ellenfél Eredmény    | Ellenfél Eredmény | Ellenfél Eredmény             | Ellenfél Eredmény | Helyezés |
| --------------------------------- | ----------- | ----------------- | --------------------------- | --------------------------- | ----------------------------- | ----------------------- | ---------------------------------- | -------------------- | ----------------- | ----------------------------- | ----------------- | -------- |
| Csang Kuang-csün (Zhang Guangjun) | Harmatsúly  | erőnyerő          | Taro Tan (CAN) · V          | kiesett                     | kiesett                       | kiesett                 |                                    |                      |                   |                               |                   | 21.      |
| Jüan Csao (Yuan Chao)             | Váltósúly   | erőnyerő          | Arszen Gevorgjan (ARM) · GY | Djamel Bouras (FRA) · V     |                               |                         | Konsztantyin Szavcsiskin (RUS) · V | kiesett              | kiesett           | kiesett                       |                   | 13.      |
| Aö Tö-ken (Ao Tegen)              | Középsúly   | erőnyerő          | Oleg Malcev (RUS) · V       | kiesett                     | kiesett                       | kiesett                 |                                    |                      |                   |                               |                   | 21.      |
| Liu Seng-kang (Liu Shenggang)     | Nehézsúly   | erőnyerő          | Alexandru Lungu (ROU) · GY  | Vagyim Szergejev (KGZ) · GY | Szergej Koszorotov (RUS) · GY | Ernesto Pérez (ESP) · V |                                    |                      |                   | Harry Van Barneveld (BEL) · V |                   | 5.       |

Női
| Versenyző                    | Versenyszám  | Selejtező                     | Nyolcaddöntő                        | Negyeddöntő              | Elődöntő                        | Vigaszág első kör           | Vigaszág negyeddöntő  | Vigaszág elődöntő           | Bronz- mérkőzés           | Döntő                       | Helyezés |
| Versenyző                    | Versenyszám  | Ellenfél Eredmény             | Ellenfél Eredmény                   | Ellenfél Eredmény        | Ellenfél Eredmény               | Ellenfél Eredmény           | Ellenfél Eredmény     | Ellenfél Eredmény           | Ellenfél Eredmény         | Ellenfél Eredmény           | Helyezés |
| ---------------------------- | ------------ | ----------------------------- | ----------------------------------- | ------------------------ | ------------------------------- | --------------------------- | --------------------- | --------------------------- | ------------------------- | --------------------------- | -------- |
| Li Aj-jüe (Li Aiyue)         | Légsúly      | Sarah Nichilo-Rosso (FRA) · V | kiesett                             | kiesett                  | kiesett                         |                             |                       |                             |                           |                             | 19.      |
| Vang Csin (Wang Jin)         | Harmatsúly   | Szugavara Noriko (JPN) · V    | kiesett                             | kiesett                  | kiesett                         |                             |                       |                             |                           |                             | 18.      |
| Liu Csuang (Liu Chuang)      | Könnyűsúly   | Zulfija Garipova (RUS) · GY   | Corinna West (USA) · GY             | Huang Ai-Chun (TPE) · GY | Driulys González (CUB) · V      |                             |                       |                             | Marisabel Lomba (BEL) · V |                             | 5.       |
| Liu Li-csö (Liu Lizhe)       | Váltósúly    | erőnyerő                      | İlknur Kobaş (TUR) · V              | kiesett                  | kiesett                         |                             |                       |                             |                           |                             | 16.      |
| Vang Hszien-po (Wang Xianbo) | Középsúly    | erőnyerő                      | Cso Minszon (Jo Min-Seon) (KOR) · V |                          |                                 | Rosicléia Campos (BRA) · GY | Dulce Piña (DOM) · GY | Liliko Ogasawara (USA) · GY | Alice Dubois (FRA) · GY   |                             |          |
| Leng Csun-huj (Leng Chunhui) | Félnehézsúly | Chen Chiu-Ping (TPE) · GY     | Ylenia Scapin (ITA) · V             | kiesett                  | kiesett                         |                             |                       |                             |                           |                             | 15.      |
| Szun Fu-ming (Sun Fuming)    | Nehézsúly    | erőnyerő                      | Michelle Rogers (GBR) · GY          | Johanna Hagn (GER) · GY  | Szvetlana Gundarenko (RUS) · GY |                             |                       |                             |                           | Estela Rodríguez (CUB) · GY |          |

## Evezés
Férfi
| Versenyző | Versenyszám              | Előfutam | Előfutam | Vigaszág | Vigaszág | Elődöntő | Elődöntő | Elődöntő | Döntő | Döntő   | Döntő | Helyezés |
| Versenyző | Versenyszám              | Idő      | Hely.    | Idő      | Hely.    | Típus    | Idő      | Hely.    | Típus | Idő     | Hely. | Helyezés |
| --- | ------------------------ | -------- | -------- | -------- | -------- | -------- | -------- | -------- | ----- | ------- | ----- | -------- |
| Huang Hsziao-ping (Huang Xiaoping) Szun Csün (Sun Jun) Liang Hung-ming (Liang Hongming) Liu Hszien-pin (Liu Xianbin) | Kormányos nélküli négyes | 6:30,16  | 5.       | 6:29,95  | 2.       | A/B      | 6:25,79  | 6.       | B     | 5:58,22 | 4.    | 10.      |

Női
| Versenyző | Versenyszám              | Előfutam | Előfutam | Vigaszág | Vigaszág | Elődöntő | Elődöntő | Elődöntő | Döntő | Döntő   | Döntő | Helyezés |
| Versenyző | Versenyszám              | Idő      | Hely.    | Idő      | Hely.    | Típus    | Idő      | Hely.    | Típus | Idő     | Hely. | Helyezés |
| --- | ------------------------ | -------- | -------- | -------- | -------- | -------- | -------- | -------- | ----- | ------- | ----- | -------- |
| Liu Hsziao-csun (Liu Xiaochun)                                                                                   | Egypárevezős             | 8:12,82  | 3.       | 8:37,01  | 3.       | A/B      | 8:15,83  | 6.       | B     | 7:33,67 | 5.    | 11.      |
| Cao Mien-jing (Cao Mianying) Csang Hsziu-jün (Zhang Xiuyun)                                                      | Kétpárevezős             | 7:26,47  | 2.       |          |          | A/B      | 7:15,47  | 1.       | A     | 6:58,35 | 2.    |          |
| Liu Hszi-ling (Liang Xiling) Csing Jen-hua (Jing Yanhua)                                                         | Kormányos nélküli kettes | 7:46,80  | 3.       |          |          | A/B      | 7:36,40  | 4.       | B     | 7:15,41 | 1.    | 7.       |
| Cao Mien-jing (Cao Mianying) Csang Hsziu-jün (Zhang Xiuyun) Liu Hszi-zsung (Liu Xirong) Ku Hsziao-li (Gu Xiaoli) | Négypárevezős            | 6:46,00  | 3.       | 6:21,23  | 2.       |          |          |          | A     | 6:31,10 | 5.    | 5.       |
| Li Fej (Li Fei) Ou Sao-jen (Ou Shaoyan)                                                                          | Könnyűsúlyú kétpárevezős | 7:36,71  | 4.       | 7:10,96  | 3.       | A/B      | 7:23,46  | 4.       | B     | 7:07,81 | 3.    | 9.       |

## Íjászat
Férfi
| Versenyző                                            | Versenyszám | Selejtező | Selejtező | 64-es főtábla                         | 32-es főtábla                        | Nyolcaddöntő                                                                      | Negyeddöntő       | Elődöntő          | Döntő             | Helyezés |
| Versenyző                                            | Versenyszám | Pont      | Kiemelt   | Ellenfél Eredmény                     | Ellenfél Eredmény                    | Ellenfél Eredmény                                                                 | Ellenfél Eredmény | Ellenfél Eredmény | Ellenfél Eredmény | Helyezés |
| ---------------------------------------------------- | ----------- | --------- | --------- | ------------------------------------- | ------------------------------------ | --------------------------------------------------------------------------------- | ----------------- | ----------------- | ----------------- | -------- |
| Tang Hua                                             | Egyéni      | 664       | 14.       | Andrej Podlazov (RUS) (51.) · 157–154 | Martinius Grov (NOR) (19.) · 159–161 | kiesett                                                                           | kiesett           | kiesett           | kiesett           | 23.      |
| Lo Heng-jü (Luo Hengyu)                              | Egyéni      | 627       | 58.       | Magnus Petersson (SWE) (7.) · 161–167 | kiesett                              | kiesett                                                                           | kiesett           | kiesett           | kiesett           | 36.      |
| Sen Csün (Shen Jun)                                  | Egyéni      | 644       | 47.       | Matthew Gray (AUS) (18.) · 158–162    | kiesett                              | kiesett                                                                           | kiesett           | kiesett           | kiesett           | 40.      |
| Lo Heng-jü (Luo Hengyu) Sen Csün (Shen Jun) Tang Hua | Csapat      | 627       | 13.       |                                       |                                      | Ausztrália (AUS) · Simon Fairweather · Jackson Fear · Matthew Gray (4.) · 240–243 | kiesett           | kiesett           | kiesett           | 12.      |

Női
| Versenyző                                                                        | Versenyszám | Selejtező | Selejtező | 64-es főtábla                          | 32-es főtábla                          | Nyolcaddöntő                                                          | Negyeddöntő                                                                                 | Elődöntő                              | Döntő                                            | Helyezés |
| Versenyző                                                                        | Versenyszám | Pont      | Kiemelt   | Ellenfél Eredmény                      | Ellenfél Eredmény                      | Ellenfél Eredmény                                                     | Ellenfél Eredmény                                                                           | Ellenfél Eredmény                     | Ellenfél Eredmény                                | Helyezés |
| -------------------------------------------------------------------------------- | ----------- | --------- | --------- | -------------------------------------- | -------------------------------------- | --------------------------------------------------------------------- | ------------------------------------------------------------------------------------------- | ------------------------------------- | ------------------------------------------------ | -------- |
| Ho Jing (He Ying)                                                                | Egyéni      | 669       | 2.        | María Reyes (PUR) (63.) · 158–123      | Wenche-Lin Hess (NOR) (31.) · 163–163  | Alison Williamson (GBR) (15.) · 165–159                               | Barbara Mensing (GER) (42.) · 103–93                                                        | Elif Altınkaynak (TUR) (6.) · 101–100 | Kim Gjonguk (Kim Gyeong-Uk) (KOR) (8.) · 107–113 |          |
| Vang Hsziao-csu (Wang Xiaozhu)                                                   | Egyéni      | 636       | 32.       | Paola Fantato (ITA) (33.) · 152–143    | Lina Heraszimenko (UKR) (1.) · 156–152 | Janet Dykman (USA) (17.) · 156–149                                    | Kim Gjonguk (Kim Gyeong-Uk) (KOR) (8.) · 103–106                                            | kiesett                               | kiesett                                          | 7.       |
| Jang Csien-ping (Yang Jianping)                                                  | Egyéni      | 648       | 16.       | Myfanwy Matthews (AUS) (49.) · 159–150 | Janet Dykman (USA) (17.) · 148–154     | kiesett                                                               | kiesett                                                                                     | kiesett                               | kiesett                                          | 29.      |
| Ho Jing (He Ying) Vang Hsziao-csu (Wang Xiaozhu) Jang Csien-ping (Yang Jianping) | Csapat      | 648       | 3.        |                                        |                                        | Japán (JPN) · Kodama Kinue · Koide Miszato · Óucsi Ai (14.) · 222–217 | Németország (GER) · Barbara Mensing · Cornelia Pfohl · Sandra Wagner-Sachse (11.) · 231–232 | kiesett                               | kiesett                                          | 6.       |

## Kajak-kenu

### Síkvízi
Férfi
| Versenyző                                         | Versenyszám         | Előfutam | Előfutam | Vigaszág | Vigaszág | Elődöntő | Elődöntő | Elődöntő | Döntő   | Döntő   | Döntő   | Helyezés |
| Versenyző                                         | Versenyszám         | Idő      | Hely.    | Idő      | Hely.    | Típus    | Idő      | Hely.    | Típus   | Idő     | Hely.   | Helyezés |
| ------------------------------------------------- | ------------------- | -------- | -------- | -------- | -------- | -------- | -------- | -------- | ------- | ------- | ------- | -------- |
| Hszü Haj-feng (Xu Haifeng) Vu Jü-piao (Wu Yubiao) | Kajak kettes 500 m  | 1:37,677 | 7.       | 18.      | 1:41,035 | 7.       | 10.      | kiesett  | kiesett | kiesett | kiesett | kiesett  |
| Hszü Haj-feng (Xu Haifeng) Vu Jü-piao (Wu Yubiao) | Kajak kettes 1000 m | 3:50,978 | 8.       | 19.      | 3:41,196 | 7.       | 13.      | kiesett  | kiesett | kiesett | kiesett | kiesett  |

Női
| Versenyző                                                                                          | Versenyszám        | Előfutam | Előfutam | Előfutam | Vigaszág | Vigaszág | Vigaszág | Elődöntő | Elődöntő | Elődöntő | Döntő    | Döntő    |
| Versenyző                                                                                          | Versenyszám        | Idő      | Hely.    | Össz.    | Idő      | Hely.    | Össz.    | Idő      | Hely.    | Össz.    | Idő      | Helyezés |
| -------------------------------------------------------------------------------------------------- | ------------------ | -------- | -------- | -------- | -------- | -------- | -------- | -------- | -------- | -------- | -------- | -------- |
| Kao Pej-pej (Gao Beibei)                                                                           | Kajak egyes 500 m  | 1:59,543 | 7.       | 18.      | 1:59,095 | 4.       | 4.       | 1:57,498 | 9.       | 18.      | kiesett  | kiesett  |
| Ning Meng-hua (Ning Menghua) Hu Tung-mej (Hu Dongmei)                                              | Kajak kettes 500 m | 1:50,721 | 5.       | 16.      | 1:53,544 | 2.       | 4.       | 1:49,189 | 8.       | 15.      | kiesett  | kiesett  |
| Hszien Pang-ti (Xian Bangdi) Kao Pej-pej (Gao Beibei) Tung Jing (Dong Ying) Csang Csin (Zhang Qin) | Kajak négyes 500 m | 1:40,045 | 1.       | 5.       |          |          |          | erőnyerő | erőnyerő | erőnyerő | 1:33,089 | 4.       |

## Kerékpározás

### Hegyi-kerékpározás
| Versenyző                    | Versenyszám      | Idő                | Helyezés |
| ---------------------------- | ---------------- | ------------------ | -------- |
| Kao Hung-jing (Gao Hongying) | Női terepverseny | 2:09:08 (+0:18:17) | 25.      |

### Országúti kerékpározás
Női
| Versenyző                      | Versenyszám   | Idő              | Helyezés      |
| ------------------------------ | ------------- | ---------------- | ------------- |
| Kuo Hszing-hung (Guo Xinghong) | Mezőnyverseny | 2:49:47 (+13:34) | 41.           |
| Csao Haj-csüan (Zhao Haijuan)  | Mezőnyverseny | nem ért célba    | nem ért célba |

### Pálya-kerékpározás
Sprintversenyek
| Versenyző           | Versenyszám | Selejtező | Selejtező | 1. forduló                     | Vigaszág                                            | Vigaszág | Negyeddöntő                            | 5–8. helyért                                                                 | 5–8. helyért | Elődöntő             | Döntő                | Helyezés |
| Versenyző           | Versenyszám | Idő       | Hely.     | Ellenfél Győztes idő           | Ellenfelek Győztes idő                              | Hely.    | Ellenfél Győztes idő                   | Ellenfelek Győztes idő                                                       | Hely.        | Ellenfél Győztes idő | Ellenfél Győztes idő | Helyezés |
| ------------------- | ----------- | --------- | --------- | ------------------------------ | --------------------------------------------------- | -------- | -------------------------------------- | ---------------------------------------------------------------------------- | ------------ | -------------------- | -------------------- | -------- |
| Vang Jen (Wang Yan) | Női egyéni  | 11,519    | 5.        | Tanya Dubnicoff (CAN) · 12,002 | Daniela Larreal (VEN) · Mira Kasslin (FIN) · 12,067 | 1.       | Michelle Ferris (AUS) · 11,825; 11,932 | Okszana Grisina (RUS) · Erika Salumäe (EST) · Tanya Dubnicoff (CAN) · 12,416 | 3.           |                      |                      | 7.       |

Üldözőversenyek
| Versenyző                     | Versenyszám | Selejtező | Selejtező | Negyeddöntő  | Negyeddöntő | Elődöntő     | Elődöntő  | Döntő        | Döntő     | Helyezés |
| Versenyző                     | Versenyszám | Idő       | Hely.     | Ellenfél Idő | Saját idő   | Ellenfél Idő | Saját idő | Ellenfél Idő | Saját idő | Helyezés |
| ----------------------------- | ----------- | --------- | --------- | ------------ | ----------- | ------------ | --------- | ------------ | --------- | -------- |
| Vang Csing-cse (Wang Qingzhi) | Női egyéni  | 3:49,823  | 11.       | kiesett      | kiesett     | kiesett      | kiesett   | kiesett      | kiesett   | 11.      |

Pontversenyek
| Név                 | Versenyszám     | Pont          | Körhátrány    | Helyezés      |
| ------------------- | --------------- | ------------- | ------------- | ------------- |
| Vang Jen (Wang Yan) | Női pontverseny | nem ért célba | nem ért célba | nem ért célba |

## Kézilabda

### Női
| Kínai női kézilabdacsapat-játékoskeret | Kínai női kézilabdacsapat-játékoskeret |
| --- | --- |
| - Csö Cse-hung (Che Zhihong) - Csen Pang-ping (Chen Bangping) - Csen Hajjün (Chen Haiyun) - Cung Jen-hszia (Cong Yanxia) - Li Csien-fang (Li Jianfang) - Si Vej (Shi Wei) | - Vang Tao (Wang Tao) - Jü Ko-li (Yu Geli) - Csaj Csao (Zhai Chao) - Csang Li (Zhang Li) - Csang Li-mej (Zhang Limei) - Csao Jing (Zhao Ying) |

#### Eredmények
Csoportkör
A csoport
| Csapat                 | M | Gy | D | V | G+ | G– | Gk  | P |
| ---------------------- | - | -- | - | - | -- | -- | --- | - |
| Dánia (DEN)            | 3 | 3  | 0 | 0 | 89 | 62 | +27 | 6 |
| Magyarország (HUN)     | 3 | 2  | 0 | 1 | 81 | 70 | +11 | 4 |
| Kína (CHN)             | 3 | 1  | 0 | 2 | 71 | 83 | –12 | 2 |
| Egyesült Államok (USA) | 3 | 0  | 0 | 3 | 64 | 90 | –26 | 0 |

| 1996. július 26. 10:00 | Magyarország (HUN) | 29–19   | Kína (CHN)         | Játékvezetők: Bjorn Hogsnes, Svein Oeie (NOR) |
| 1996. július 26. 10:00 | Mátéfi 11          | (14–11) | Si Vej (Shi Wei) 5 | Játékvezetők: Bjorn Hogsnes, Svein Oeie (NOR) |
| 1996. július 26. 10:00 |                    |         |                    | Játékvezetők: Bjorn Hogsnes, Svein Oeie (NOR) |

| 1996. július 28. 12:00 | Kína (CHN)         | 21–33  | Dánia (DEN) | Játékvezetők: Michel Moelle Mabounda, Daniel Mvoula (CGO) |
| 1996. július 28. 12:00 | Si Vej (Shi Wei) 6 | (9–19) | Madsen 7    | Játékvezetők: Michel Moelle Mabounda, Daniel Mvoula (CGO) |
| 1996. július 28. 12:00 |                    |        |             | Játékvezetők: Michel Moelle Mabounda, Daniel Mvoula (CGO) |

| 1996. július 30. 16:30 | Kína (CHN)               | 31–21   | Egyesült Államok (USA) | Játékvezetők: Grigorij Guterman, Feliksas Gedvilas (LTU) |
| 1996. július 30. 16:30 | Csaj Csao (Zhai Chao) 11 | (16–11) | Hires 6                | Játékvezetők: Grigorij Guterman, Feliksas Gedvilas (LTU) |
| 1996. július 30. 16:30 |                          |         |                        | Játékvezetők: Grigorij Guterman, Feliksas Gedvilas (LTU) |

Az 5. helyért
| 1996. augusztus 1. 14:30 | Németország (GER) | 26–28   | Kína (CHN)          | Játékvezetők: Vladimir Vujnovic, Petar Mladinic (CRO) |
| 1996. augusztus 1. 14:30 | Heinz 7           | (12–16) | Si Vej (Shi Wei) 12 | Játékvezetők: Vladimir Vujnovic, Petar Mladinic (CRO) |
| 1996. augusztus 1. 14:30 |                   |         |                     | Játékvezetők: Vladimir Vujnovic, Petar Mladinic (CRO) |

| Csapat     | Helyezés |
| ---------- | -------- |
| Kína (CHN) | 5.       |

## Kosárlabda

### Férfi
| Kínai férfi kosárlabdacsapat-játékoskeret | Kínai férfi kosárlabdacsapat-játékoskeret |
| --- | --- |
| - Meng-ko Pa-tö-er (Mengke Bate'er) - Kung Hsziao-pin (Gong Xiaobin) - Hu Vej-tung (Hu Weidong) - Li Nan - Li Hsziao-jung (Li Xiaoyong) - Liu Jü-tung (Liu Yudong) | - San Tao (Shan Tao) - Szun Csün (Sun Jun) - Vang Cse-cse (Wang Zhizhi) - Vu Naj-csün (Wu Naiqun) - Vu Csing-lung (Wu Qinglong) - Cseng Vu (Zheng Wu) |

#### Eredmények
Csoportkör
A csoport
| Csapat                 | M | Gy | V | P+  | P–  | Pk   | P  |
| ---------------------- | - | -- | - | --- | --- | ---- | -- |
| Egyesült Államok (USA) | 5 | 5  | 0 | 522 | 345 | +177 | 10 |
| Litvánia (LTU)         | 5 | 3  | 2 | 427 | 354 | +73  | 8  |
| Horvátország (CRO)     | 5 | 3  | 2 | 422 | 386 | +36  | 8  |
| Kína (CHN)             | 5 | 2  | 3 | 360 | 502 | –142 | 7  |
| Argentína (ARG)        | 5 | 2  | 3 | 351 | 396 | –45  | 7  |
| Angola (ANG)           | 5 | 0  | 5 | 280 | 379 | –99  | 5  |

| 1996. július 20. | Kína (CHN)                    | 70–67     | Angola (ANG)                  | Atlanta Játékvezetők: Jose Piovesan Neto (BRA), Juan Brea Diaz (CUB) |
| 1996. július 20. | (36–36) Jegyzőkönyv           |           |                               | Atlanta Játékvezetők: Jose Piovesan Neto (BRA), Juan Brea Diaz (CUB) |
| 1996. július 20. | Vang Cse-cse (Wang Zhizhi) 17 | Pont      | Â. Victoriano, A. Carvalho 13 | Atlanta Játékvezetők: Jose Piovesan Neto (BRA), Juan Brea Diaz (CUB) |
| 1996. július 20. | Vang Cse-cse (Wang Zhizhi) 11 | Lepattanó | Â. Victoriano 6               | Atlanta Játékvezetők: Jose Piovesan Neto (BRA), Juan Brea Diaz (CUB) |
| 1996. július 20. | Hu Vej-tung (Hu Weidong) 3    | Gólpassz  | Ucuahamba 5                   | Atlanta Játékvezetők: Jose Piovesan Neto (BRA), Juan Brea Diaz (CUB) |

| 1996. július 22. | Horvátország (CRO)  | 109–78    | Kína (CHN)                                         | Atlanta Játékvezetők: Jose Pelissari (BRA), Kim Csholhvan (Kim Chul-Hwan) (KOR) |
| 1996. július 22. | (56–44) Jegyzőkönyv |           |                                                    | Atlanta Játékvezetők: Jose Pelissari (BRA), Kim Csholhvan (Kim Chul-Hwan) (KOR) |
| 1996. július 22. | Komazec 36          | Pont      | Cseng Vu (Zheng Wu), Vang Cse-cse (Wang Zhizhi) 15 | Atlanta Játékvezetők: Jose Pelissari (BRA), Kim Csholhvan (Kim Chul-Hwan) (KOR) |
| 1996. július 22. | Vranković 9         | Lepattanó | Kung Hsziao-pin (Gong Xiaobin) 8                   | Atlanta Játékvezetők: Jose Pelissari (BRA), Kim Csholhvan (Kim Chul-Hwan) (KOR) |
| 1996. július 22. | Kukoč 12            | Gólpassz  | Szun Csün (Sun Jun) 6                              | Atlanta Játékvezetők: Jose Pelissari (BRA), Kim Csholhvan (Kim Chul-Hwan) (KOR) |

| 1996. július 24. | Kína (CHN)                                       | 87–77     | Argentína (ARG) | Atlanta Játékvezetők: Robert Barnett (AUS), Roman Ryzhyk (UKR) |
| 1996. július 24. | (51–38) Jegyzőkönyv                              |           |                 | Atlanta Játékvezetők: Robert Barnett (AUS), Roman Ryzhyk (UKR) |
| 1996. július 24. | Cseng Vu (Zheng Wu), Hu Vej-tung (Hu Weidong) 22 | Pont      | Espil 25        | Atlanta Játékvezetők: Robert Barnett (AUS), Roman Ryzhyk (UKR) |
| 1996. július 24. | Cseng Vu (Zheng Wu) 9                            | Lepattanó | Pérez 7         | Atlanta Játékvezetők: Robert Barnett (AUS), Roman Ryzhyk (UKR) |
| 1996. július 24. | Li Hsziao-jung (Li Xiaoyong) 5                   | Gólpassz  | Milanesio 8     | Atlanta Játékvezetők: Robert Barnett (AUS), Roman Ryzhyk (UKR) |

| 1996. július 26. | Egyesült Államok (USA) | 133–70    | Kína (CHN)                          | Atlanta Játékvezetők: Donald Cline (CAN), Isida Hidetosi (JPN) |
| 1996. július 26. | (65–28) Jegyzőkönyv    |           |                                     | Atlanta Játékvezetők: Donald Cline (CAN), Isida Hidetosi (JPN) |
| 1996. július 26. | Pippen 24              | Pont      | Liu Jü-tung (Liu Yudong) 18         | Atlanta Játékvezetők: Donald Cline (CAN), Isida Hidetosi (JPN) |
| 1996. július 26. | O’Neal 10              | Lepattanó | Meng-ko Pa-tö-er (Mengke Bate'er) 6 | Atlanta Játékvezetők: Donald Cline (CAN), Isida Hidetosi (JPN) |
| 1996. július 26. | Hardaway 10            | Gólpassz  | Li Hsziao-jung (Li Xiaoyong) 5      | Atlanta Játékvezetők: Donald Cline (CAN), Isida Hidetosi (JPN) |

| 1996. július 28. | Kína (CHN)                     | 55–116    | Litvánia (LTU) | Atlanta Játékvezetők: Jose Reyes Ronfini (MEX), Juan Figueroa (PUR) |
| 1996. július 28. | (23–53) Jegyzőkönyv            |           |                | Atlanta Játékvezetők: Jose Reyes Ronfini (MEX), Juan Figueroa (PUR) |
| 1996. július 28. | Vang Cse-cse (Wang Zhizhi) 18  | Pont      | Štombergas 19  | Atlanta Játékvezetők: Jose Reyes Ronfini (MEX), Juan Figueroa (PUR) |
| 1996. július 28. | Vang Cse-cse (Wang Zhizhi) 5   | Lepattanó | Einikis 9      | Atlanta Játékvezetők: Jose Reyes Ronfini (MEX), Juan Figueroa (PUR) |
| 1996. július 28. | Li Hsziao-jung (Li Xiaoyong) 4 | Gólpassz  | Marčiulionis 7 | Atlanta Játékvezetők: Jose Reyes Ronfini (MEX), Juan Figueroa (PUR) |

Negyeddöntő
| 1996. július 30. 12:00 | Jugoszlávia (SCG)   | 128–61    | Kína (CHN)                              | Atlanta Játékvezetők: Isida Hidetosi (JPN), Gennaro Colucci (ITA) |
| 1996. július 30. 12:00 | (63–29) Jegyzőkönyv |           |                                         | Atlanta Játékvezetők: Isida Hidetosi (JPN), Gennaro Colucci (ITA) |
| 1996. július 30. 12:00 | Rebrača 22          | Pont      | Vang Cse-cse (Wang Zhizhi) 13           | Atlanta Játékvezetők: Isida Hidetosi (JPN), Gennaro Colucci (ITA) |
| 1996. július 30. 12:00 | Topić 8             | Lepattanó | Vang Cse-cse (Wang Zhizhi), Wu Naiqun 4 | Atlanta Játékvezetők: Isida Hidetosi (JPN), Gennaro Colucci (ITA) |
| 1996. július 30. 12:00 | Berić, Đorđević 6   | Gólpassz  | Li Hsziao-jung (Li Xiaoyong) 3          | Atlanta Játékvezetők: Isida Hidetosi (JPN), Gennaro Colucci (ITA) |

Az 5–8. helyért
| 1996. augusztus 1. 10:00 | Kína (CHN)                     | 75–115    | Görögország (GRE) | Atlanta Játékvezetők: Joseph Derosa (USA), Tomislav Jovancic (YUG) |
| 1996. augusztus 1. 10:00 | (24–50) Jegyzőkönyv            |           |                   | Atlanta Játékvezetők: Joseph Derosa (USA), Tomislav Jovancic (YUG) |
| 1996. augusztus 1. 10:00 | Vu Csing-lung (Wu Qinglong) 20 | Pont      | Faszúlasz 20      | Atlanta Játékvezetők: Joseph Derosa (USA), Tomislav Jovancic (YUG) |
| 1996. augusztus 1. 10:00 | Liu Jü-tung (Liu Yudong) 8     | Lepattanó | Hrisztodúlu 12    | Atlanta Játékvezetők: Joseph Derosa (USA), Tomislav Jovancic (YUG) |
| 1996. augusztus 1. 10:00 | Li Hsziao-jung (Li Xiaoyong) 7 | Gólpassz  | Hrisztodúlu 8     | Atlanta Játékvezetők: Joseph Derosa (USA), Tomislav Jovancic (YUG) |

A 7. helyért
| 1996. augusztus 2. 20:00 | Kína (CHN)                                          | 85–99     | Horvátország (CRO) | Atlanta Játékvezetők: Robert Barnett (AUS), Raul Chaves Sagel (ARG) |
| 1996. augusztus 2. 20:00 | (39–49) Jegyzőkönyv                                 |           |                    | Atlanta Játékvezetők: Robert Barnett (AUS), Raul Chaves Sagel (ARG) |
| 1996. augusztus 2. 20:00 | Hu Vej-tung (Hu Weidong) 22                         | Pont      | Kukoč 26           | Atlanta Játékvezetők: Robert Barnett (AUS), Raul Chaves Sagel (ARG) |
| 1996. augusztus 2. 20:00 | Kung Hsziao-pin (Gong Xiaobin) 9                    | Lepattanó | Kukoč 10           | Atlanta Játékvezetők: Robert Barnett (AUS), Raul Chaves Sagel (ARG) |
| 1996. augusztus 2. 20:00 | Li Hsziao-jung (Li Xiaoyong), Szun Csün (Sun Jun) 5 | Gólpassz  | Kukoč 8            | Atlanta Játékvezetők: Robert Barnett (AUS), Raul Chaves Sagel (ARG) |

| Csapat     | Helyezés |
| ---------- | -------- |
| Kína (CHN) | 8.       |

### Női
| Kínai női kosárlabdacsapat-játékoskeret | Kínai női kosárlabdacsapat-játékoskeret |
| --- | --- |
| - Cseng Tung-mej (Zheng Dongmei) - Liang Hszin (Liang Xin) - Cseng Haj-hszia (Zheng Haixia) - Ho Csün (He Jun) - Ma Cung-csing (Ma Zongqing) - Miao Po (Miao Bo) | - Li Hszin (Li Xin) - Liu Csün (Liu Jun) - Sen Li (Shen Li) - Csu Huj (Chu Hui) - Li Tung-mej (Li Dongmei) - Ma Cseng-csing (Ma Chengqing) |

#### Eredmények
Csoportkör
A csoport
| Csapat            | M | Gy | V | P+  | P–  | Pk  | P  |
| ----------------- | - | -- | - | --- | --- | --- | -- |
| Brazília (BRA)    | 5 | 5  | 0 | 424 | 360 | +64 | 10 |
| Oroszország (RUS) | 5 | 4  | 1 | 378 | 342 | +36 | 9  |
| Olaszország (ITA) | 5 | 3  | 2 | 330 | 309 | +21 | 8  |
| Japán (JPN)       | 5 | 2  | 3 | 365 | 396 | –31 | 7  |
| Kína (CHN)        | 5 | 1  | 4 | 347 | 378 | –31 | 6  |
| Kanada (CAN)      | 5 | 0  | 5 | 293 | 352 | –59 | 5  |

| 1996. július 21. | Olaszország (ITA)   | 62–53     | Kína (CHN)                                    | Atlanta Játékvezetők: Jose Reyes Ronfini (MEX), Antonio Soares De Campos (ANG) |
| 1996. július 21. | (27–36) Jegyzőkönyv |           |                                               | Atlanta Játékvezetők: Jose Reyes Ronfini (MEX), Antonio Soares De Campos (ANG) |
| 1996. július 21. | Caselin 16          | Pont      | Li Hszin (Li Xin), Liu Csün (Liu Jun) 15      | Atlanta Játékvezetők: Jose Reyes Ronfini (MEX), Antonio Soares De Campos (ANG) |
| 1996. július 21. | Schiesaro 5         | Lepattanó | három játékos 5                               | Atlanta Játékvezetők: Jose Reyes Ronfini (MEX), Antonio Soares De Campos (ANG) |
| 1996. július 21. | Caselin, Ballabio 3 | Gólpassz  | Li Hszin (Li Xin), Li Tung-mej (Li Dongmei) 4 | Atlanta Játékvezetők: Jose Reyes Ronfini (MEX), Antonio Soares De Campos (ANG) |

| 1996. július 23. | Kína (CHN)                        | 72–75     | Japán (JPN) | Játékvezetők: Pascal Noel Dorizon (FRA), Chikala Kabasele (ZAI) |
| 1996. július 23. | (35–42) Jegyzőkönyv               |           |             | Játékvezetők: Pascal Noel Dorizon (FRA), Chikala Kabasele (ZAI) |
| 1996. július 23. | Cseng Haj-hszia (Zheng Haixia) 31 | Pont      | Hagivara 23 | Játékvezetők: Pascal Noel Dorizon (FRA), Chikala Kabasele (ZAI) |
| 1996. július 23. | Cseng Haj-hszia (Zheng Haixia) 16 | Lepattanó | Kató 10     | Játékvezetők: Pascal Noel Dorizon (FRA), Chikala Kabasele (ZAI) |
| 1996. július 23. | Li Hszin (Li Xin) 6               | Gólpassz  | Murakami 4  | Játékvezetők: Pascal Noel Dorizon (FRA), Chikala Kabasele (ZAI) |

| 1996. július 25. | Kanada (CAN)        | 49–61     | Kína (CHN)                        | Atlanta Játékvezetők: Sally Bell (USA), Stylianos Koukoulekidis (GRE) |
| 1996. július 25. | (25–28) Jegyzőkönyv |           |                                   | Atlanta Játékvezetők: Sally Bell (USA), Stylianos Koukoulekidis (GRE) |
| 1996. július 25. | három játékos 8     | Pont      | Cseng Haj-hszia (Zheng Haixia) 19 | Atlanta Játékvezetők: Sally Bell (USA), Stylianos Koukoulekidis (GRE) |
| 1996. július 25. | Norman 9            | Lepattanó | Cseng Haj-hszia (Zheng Haixia) 16 | Atlanta Játékvezetők: Sally Bell (USA), Stylianos Koukoulekidis (GRE) |
| 1996. július 25. | Evans 5             | Gólpassz  | Cseng Tung-mej (Zheng Dongmei) 4  | Atlanta Játékvezetők: Sally Bell (USA), Stylianos Koukoulekidis (GRE) |

| 1996. július 27. | Kína (CHN)                                           | 83–98     | Brazília (BRA)       | Atlanta Játékvezetők: Joseph Derosa (USA), Roman Ryzhyk (UKR) |
| 1996. július 27. | (38–51) Jegyzőkönyv                                  |           |                      | Atlanta Játékvezetők: Joseph Derosa (USA), Roman Ryzhyk (UKR) |
| 1996. július 27. | Ho Csün (He Jun) 22                                  | Pont      | dos Santos Arcain 26 | Atlanta Játékvezetők: Joseph Derosa (USA), Roman Ryzhyk (UKR) |
| 1996. július 27. | Liang Hszin (Liang Xin) 5                            | Lepattanó | három játékos 9      | Atlanta Játékvezetők: Joseph Derosa (USA), Roman Ryzhyk (UKR) |
| 1996. július 27. | Liu Csün (Liu Jun), Cseng Tung-mej (Zheng Dongmei) 6 | Gólpassz  | da Silva 8           | Atlanta Játékvezetők: Joseph Derosa (USA), Roman Ryzhyk (UKR) |

| 1996. július 29. | Oroszország (RUS)   | 94–78     | Kína (CHN)                                                     | Atlanta Játékvezetők: Wieslaw Zych (POL), Antonio Soares De Campos (ANG) |
| 1996. július 29. | (44–43) Jegyzőkönyv |           |                                                                | Atlanta Játékvezetők: Wieslaw Zych (POL), Antonio Soares De Campos (ANG) |
| 1996. július 29. | Baranova 26         | Pont      | Cseng Tung-mej (Zheng Dongmei), Ma Cung-csing (Ma Zongqing) 14 | Atlanta Játékvezetők: Wieslaw Zych (POL), Antonio Soares De Campos (ANG) |
| 1996. július 29. | Baranova 18         | Lepattanó | Liang Hszin (Liang Xin) 6                                      | Atlanta Játékvezetők: Wieslaw Zych (POL), Antonio Soares De Campos (ANG) |
| 1996. július 29. | Szumnyikova 10      | Gólpassz  | Cseng Tung-mej (Zheng Dongmei) 5                               | Atlanta Játékvezetők: Wieslaw Zych (POL), Antonio Soares De Campos (ANG) |

A 9–12. helyért
| 1996. július 31. 10:00 | Kína (CHN)                        | 91–67     | Zaire (COD) | Atlanta Játékvezetők: Jose Pelissari (BRA), Kim Csholhvan (Kim Chul-Hwan) (KOR) |
| 1996. július 31. 10:00 | (47–36) Jegyzőkönyv               |           |             | Atlanta Játékvezetők: Jose Pelissari (BRA), Kim Csholhvan (Kim Chul-Hwan) (KOR) |
| 1996. július 31. 10:00 | Cseng Haj-hszia (Zheng Haixia) 26 | Pont      | Mabika 30   | Atlanta Játékvezetők: Jose Pelissari (BRA), Kim Csholhvan (Kim Chul-Hwan) (KOR) |
| 1996. július 31. 10:00 | Cseng Haj-hszia (Zheng Haixia) 10 | Lepattanó | Lobela 9    | Atlanta Játékvezetők: Jose Pelissari (BRA), Kim Csholhvan (Kim Chul-Hwan) (KOR) |
| 1996. július 31. 10:00 | Ma Cung-csing (Ma Zongqing) 6     | Gólpassz  | Ngalula 3   | Atlanta Játékvezetők: Jose Pelissari (BRA), Kim Csholhvan (Kim Chul-Hwan) (KOR) |

A 9. helyért
| 1996. augusztus 3. 12:00 | Kína (CHN)                        | 85–71     | Dél-Korea (KOR)                 | Atlanta Játékvezetők: Sally Bell (USA), Isida Hidetosi (JPN) |
| 1996. augusztus 3. 12:00 | (48–39) Jegyzőkönyv               |           |                                 | Atlanta Játékvezetők: Sally Bell (USA), Isida Hidetosi (JPN) |
| 1996. augusztus 3. 12:00 | Cseng Haj-hszia (Zheng Haixia) 29 | Pont      | Cson Dzsuvon (Jeon Ju-Won) 20   | Atlanta Játékvezetők: Sally Bell (USA), Isida Hidetosi (JPN) |
| 1996. augusztus 3. 12:00 | Cseng Haj-hszia (Zheng Haixia) 10 | Lepattanó | Ju Jongdzsu (Yu Yeong-Ju) 6     | Atlanta Játékvezetők: Sally Bell (USA), Isida Hidetosi (JPN) |
| 1996. augusztus 3. 12:00 | Cseng Tung-mej (Zheng Dongmei) 10 | Gólpassz  | Han Hjonszon (Han Hyeon-Seon) 5 | Atlanta Játékvezetők: Sally Bell (USA), Isida Hidetosi (JPN) |

| Csapat     | Helyezés |
| ---------- | -------- |
| Kína (CHN) | 9.       |

## Labdarúgás

### Női
| Kínai női labdarúgócsapat-játékoskeret | Kínai női labdarúgócsapat-játékoskeret |
| --- | --- |
| - Vang Li-ping (Wang Liping) - Fan Jün-csie (Fan Yunjie) - Jü Hung-csi (Yu Hongqi) - Csen Jü-feng (Chen Yufeng) - Vej Haj-jing (Wei Haiying) - Csao Li-hung (Zhao Lihong) - Si Kuj-hung (Shi Guihong) - Suj Csing-hszia (Shui Qingxia) | - Szun Ven (Sun Wen) - Hszie Huj-lin (Xie Huilin) - Ven Li-zsung (Wen Lirong) - Kao Hung (Gao Hong) - Szun Csing-mej (Sun Qingmei) - Liu Jing (Liu Ying) - Liu Aj-ling (Liu Ailing) |

#### Eredmények
Csoportkör
E csoport
| Csapat                 | M | Gy | D | V | Rg | Kg | Gk | P |
| ---------------------- | - | -- | - | - | -- | -- | -- | - |
| Kína (CHN)             | 3 | 2  | 1 | 0 | 7  | 1  | +6 | 7 |
| Egyesült Államok (USA) | 3 | 2  | 1 | 0 | 5  | 1  | +4 | 7 |
| Svédország (SWE)       | 3 | 1  | 0 | 2 | 4  | 5  | –1 | 3 |
| Dánia (DEN)            | 3 | 0  | 0 | 3 | 2  | 11 | –9 | 0 |

| 1996. július 21. 16:00 |

| Svédország (SWE) | 0–2               | Kína (CHN)                                                   |
| ---------------- | ----------------- | ------------------------------------------------------------ |
|                  | (0–2) Jegyzőkönyv | Si Kuj-hung (Shi Guihong) 31' Csao Li-hung (Zhao Lihong) 32' |

| Orange Bowl, Miami Nézőszám: 46 724 Játékvezető: al-Gandúr (egyiptomi) |

| 1996. július 23. 18:00 |

| Dánia (DEN) | 1–5               | Kína (CHN) |
| ----------- | ----------------- | --- |
| Madsen 55'  | (0–4) Jegyzőkönyv | Si Kuj-hung (Shi Guihong) 10' Liu Aj-ling (Liu Ailing) 15' Szun Csing-mej (Sun Qingmei) 29' 59' Fan Jün-csie (Fan Yunjie) 36' |

| Orange Bowl, Miami Nézőszám: 34 871 Játékvezető: Benito Archundia (mexikói) |

| 1996. július 25. 18:30 |

| Egyesült Államok (USA) | 0–0         | Kína (CHN) |
| ---------------------- | ----------- | ---------- |
|                        | Jegyzőkönyv |            |

| Orange Bowl, Miami Nézőszám: 55 650 Játékvezető: Pierluigi Collina (olasz) |

Elődöntő
| 1996. július 28. 15:00 |

| Kína (CHN)                                                         | 3–2               | Brazília (BRA)          |
| ------------------------------------------------------------------ | ----------------- | ----------------------- |
| Szun Csing-mej (Sun Qingmei) 5' Vej Haj-jing (Wei Haiying) 83' 90' | (1–0) Jegyzőkönyv | Roseli 67' Pretinha 72' |

| Sanford Stadium, Athens Nézőszám: 64 196 Játékvezető: Ingrid Jonsson (svéd) |

Döntő
| 1996. augusztus 1. 20:30 |

| Kína (CHN)             | 1–2               | Egyesült Államok (USA)     |
| ---------------------- | ----------------- | -------------------------- |
| Szun Ven (Sun Wen) 32' | (1–1) Jegyzőkönyv | MacMillan 19' Milbrett 68' |

| Sanford Stadium, Athens Nézőszám: 76 489 Játékvezető: Bente Skogvang (norvég) |

| Csapat     | Helyezés |
| ---------- | -------- |
| Kína (CHN) |          |

## Műugrás
Férfi
| Versenyző                        | Versenyszám        | Selejtező | Selejtező | Elődöntő | Elődöntő | Döntő  | Döntő    |
| Versenyző                        | Versenyszám        | Pont      | Helyezés  | Pont     | Helyezés | Pont   | Helyezés |
| -------------------------------- | ------------------ | --------- | --------- | -------- | -------- | ------ | -------- |
| Hsziung Ni (Xiong Ni)            | Egyéni műugrás     | 463,02    | 1.        | 694,47   | 1.       | 701,46 |          |
| Jü Csuo-cseng (Yu Zhuocheng)     | Egyéni műugrás     | 438,93    | 2.        | 662,34   | 2.       | 690,93 |          |
| Hsziao Haj-liang (Xiao Hailiang) | Egyéni toronyugrás | 445,86    | 2.        | 625,41   | 2.       | 658,20 |          |
| Tien Liang (Tian Liang)          | Egyéni toronyugrás | 425,73    | 3.        | 611,49   | 3.       | 648,18 | 4.       |

Női
| Versenyző                      | Versenyszám        | Selejtező | Selejtező | Elődöntő | Elődöntő | Döntő   | Döntő    |
| Versenyző                      | Versenyszám        | Pont      | Helyezés  | Pont     | Helyezés | Pont    | Helyezés |
| ------------------------------ | ------------------ | --------- | --------- | -------- | -------- | ------- | -------- |
| Tan Shuping                    | Egyéni műugrás     | 212,49    | 23.       | kiesett  | kiesett  | kiesett | kiesett  |
| Fu Ming-hszia (Fu Mingxia)     | Egyéni műugrás     | 284,28    | 4.        | 505,77   | 4.       | 547,68  |          |
| Fu Ming-hszia (Fu Mingxia)     | Egyéni toronyugrás | 329,25    | 1.        | 509,19   | 1.       | 521,58  |          |
| Kuo Csing-csing (Guo Jingjing) | Egyéni toronyugrás | 315,39    | 4.        | 492,69   | 2.       | 447,21  | 5.       |

## Ökölvívás
| Versenyző                            | Versenyszám | Selejtező                   | Nyolcaddöntő               | Negyeddöntő             | Elődöntő          | Döntő             | Helyezés |
| Versenyző                            | Versenyszám | Ellenfél Eredmény           | Ellenfél Eredmény          | Ellenfél Eredmény       | Ellenfél Eredmény | Ellenfél Eredmény | Helyezés |
| ------------------------------------ | ----------- | --------------------------- | -------------------------- | ----------------------- | ----------------- | ----------------- | -------- |
| Jang Hsziang-csung (Yang Xiangzhong) | Papírsúly   | Alberto Rossel (PER) · 16–7 | Hamid Berhili (MAR) · 9–14 | kiesett                 | kiesett           | kiesett           | 9.       |
| Csen Tao (Chen Tao)                  | Középsúly   | Moto Hirokuni (JPN) · 10–15 | kiesett                    | kiesett                 | kiesett           | kiesett           | 17.      |
| Csiang Tao (Jiang Tao)               | Nehézsúly   | erőnyerő                    | Charles Kizza (UGA) · 10–7 | Nate Jones (USA) · 4–21 | kiesett           | kiesett           | 5.       |

## Röplabda

### Női
| Kínai női röplabdacsapat-játékoskeret                                                                                  | Kínai női röplabdacsapat-játékoskeret                                                       |
| --- | ------------------------------------------------------------------------------------------- |
| - Laj Ja-ven (Lai Yawen) - Li Jen (Li Yan) - Cuj Jung-mej (Cui Yongmei) - Vu Jung-mej (Wu Yongmei) - Vang Ji (Wang Yi) | - Ho Csi (He Qi) - Vang Ce-ling (Wang Ziling) - Szun Jüe (Sun Yue) - Vang Li-na (Wang Lina) |

#### Eredmények
Csoportkör
A csoport
|                        |      | Mérkőzések | Mérkőzések | Szettek | Szettek | Szettek | Pontok | Pontok | Pontok |
| Csapat                 | Pont | Gy         | V          | Sz+     | Sz–     | SzA     | P+     | P–     | PA     |
| ---------------------- | ---- | ---------- | ---------- | ------- | ------- | ------- | ------ | ------ | ------ |
| Kína (CHN)             | 10   | 5          | 0          | 15      | 3       | 5,000   | 256    | 181    | 1,414  |
| Egyesült Államok (USA) | 9    | 4          | 1          | 13      | 5       | 2,600   | 241    | 198    | 1,217  |
| Hollandia (NED)        | 8    | 3          | 2          | 10      | 7       | 1,429   | 211    | 179    | 1,179  |
| Dél-Korea (KOR)        | 7    | 2          | 3          | 10      | 9       | 1,111   | 249    | 222    | 1,122  |
| Japán (JPN)            | 6    | 1          | 4          | 3       | 12      | 0,250   | 158    | 199    | 0,794  |
| Ukrajna (UKR)          | 5    | 0          | 5          | 0       | 15      | 0,000   | 89     | 225    | 0,396  |

| 1996. július 20. 10:00 | Hollandia (NED)     | 0–3 | Kína (CHN) | Atlanta Játékvezető: Josebel Palmeirim (BRA), Guennadi Zharikov (RUS) |
| 1996. július 20. 10:00 | (10–15, 5–15, 7–15) |     |            | Atlanta Játékvezető: Josebel Palmeirim (BRA), Guennadi Zharikov (RUS) |

| 1996. július 22. 10:00 | Kína (CHN)                         | 3–2 | Dél-Korea (KOR) | Atlanta Játékvezető: Frank Leuthaeusser (GER), Gabriel Gimenez (ESP) |
| 1996. július 22. 10:00 | (17–16, 16–14, 2–15, 13–15, 15–13) |     |                 | Atlanta Játékvezető: Frank Leuthaeusser (GER), Gabriel Gimenez (ESP) |

| 1996. július 24. 19:30 | Egyesült Államok (USA)     | 1–3 | Kína (CHN) | Atlanta Játékvezető: Gabriel Gimenez (ESP), Patrick Rachard (FRA) |
| 1996. július 24. 19:30 | (8–15, 2–15, 15–12, 12–15) |     |            | Atlanta Játékvezető: Gabriel Gimenez (ESP), Patrick Rachard (FRA) |

| 1996. július 26. 16:00 | Kína (CHN)         | 3–0 | Ukrajna (UKR) | Atlanta Játékvezető: Abdullah Al-Khlaifi (KSA), Fernando Nava Abarca (MEX) |
| 1996. július 26. 16:00 | (15–4, 15–4, 15–6) |     |               | Atlanta Játékvezető: Abdullah Al-Khlaifi (KSA), Fernando Nava Abarca (MEX) |

| 1996. július 28. 10:00 | Japán (JPN)           | 0–3 | Kína (CHN) | Atlanta Játékvezető: Frank Leuthaeusser (GER), Abdullah Al-Khlaifi (KSA) |
| 1996. július 28. 10:00 | (14–16, 11–15, 10–15) |     |            | Atlanta Játékvezető: Frank Leuthaeusser (GER), Abdullah Al-Khlaifi (KSA) |

Negyeddöntő
| 1996. július 30. 8:00 | Kína (CHN)          | 3–0 | Németország (GER) | Atlanta Játékvezető: Guillermo Paredes (ARG), Fernando Nava Abarca (MEX) |
| 1996. július 30. 8:00 | (15–12, 15–8, 15–8) |     |                   | Atlanta Játékvezető: Guillermo Paredes (ARG), Fernando Nava Abarca (MEX) |

Elődöntő
| 1996. augusztus 1. 19:30 | Kína (CHN)                 | 3–1 | Oroszország (RUS) | Atlanta Játékvezető: Peter Henry (CAN), Thomas Blue (USA) |
| 1996. augusztus 1. 19:30 | (12–15, 15–5, 15–8, 15–12) |     |                   | Atlanta Játékvezető: Peter Henry (CAN), Thomas Blue (USA) |

Döntő
| 1996. augusztus 3. 14:00 | Kína (CHN)                  | 1–3 | Kuba (CUB) | Atlanta Játékvezető: Jarmo Salonen (FIN), Patrick Rachard (FRA) |
| 1996. augusztus 3. 14:00 | (16–14, 12–15, 16–17, 6–15) |     |            | Atlanta Játékvezető: Jarmo Salonen (FIN), Patrick Rachard (FRA) |

| Csapat     | Helyezés |
| ---------- | -------- |
| Kína (CHN) |          |

## Softball
| Kínai softballcsapat-játékoskeret | Kínai softballcsapat-játékoskeret |
| --- | --- |
| - An Csung-hszin (An Zhongxin) - Chen Hong (Csen Hung) - Ho Li-ping (He Liping) - Lej Li (Lei Li) - Liu Hszü-csing (Liu Xuqing) - Liu Ja-csü (Liu Yaju) - Ma Jing (Ma Ying) | - Ou Csing-paj (Ou Jingbai) - Tao Hua - Vang Li-hung (Wang Lihong) - Vang Jing (Wang Ying) - Vej Csiang (Wei Qiang) - Hszü Csien (Xu Jian) - Jen Fang (Yan Fang) - Csang Csun-fang (Zhang Chunfang) |

### Eredmények
Csoportkör
| Csapat           | M | Gy | V | P+ | P– | Pk  |
| ---------------- | - | -- | - | -- | -- | --- |
| Egyesült Államok | 7 | 6  | 1 | 37 | 7  | +30 |
| Kína             | 7 | 5  | 2 | 29 | 7  | +22 |
| Ausztrália       | 7 | 5  | 2 | 22 | 11 | +11 |
| Japán            | 7 | 5  | 2 | 24 | 18 | +6  |
| Kanada           | 7 | 3  | 4 | 15 | 17 | –2  |
| Tajvan           | 7 | 2  | 5 | 19 | 19 | 0   |
| Hollandia        | 7 | 1  | 6 | 4  | 32 | –28 |
| Puerto Rico      | 7 | 1  | 6 | 5  | 44 | –39 |

| 1996. július 21. |  | Kína (CHN) | 6–0 | Ausztrália |  |  |
| 1996. július 21. |  |            |     |            |  |  |

| 1996. július 22. |  | Kína (CHN) | 0–3 | Japán |  |  |
| 1996. július 22. |  |            |     |       |  |  |

| 1996. július 23. |  | Kína (CHN) | 2–1 | Kanada |  |  |
| 1996. július 23. |  |            |     |        |  |  |

| 1996. július 24. |  | Kína (CHN) | 10–0 | Puerto Rico |  |  |
| 1996. július 24. |  |            |      |             |  |  |

| 1996. július 25. |  | Hollandia (NED) | 0–8 | Kína |  |  |
| 1996. július 25. |  |                 |     |      |  |  |

| 1996. július 26. |  | Kína (CHN) | 1–0 | Tajvan |  |  |
| 1996. július 26. |  |            |     |        |  |  |

| 1996. július 27. |  | Kína (CHN) | 2–3 | Egyesült Államok |  |  |
| 1996. július 27. |  |            |     |                  |  |  |

Elődöntő
| 1996. július 29. |  | Kína (CHN) | 0–1 | Egyesült Államok |  |  |
| 1996. július 29. |  |            |     |                  |  |  |

A döntőbe jutásért
| 1996. július 30. |  | Kína (CHN) | 4–2 | Ausztrália |  |  |
| 1996. július 30. |  |            |     |            |  |  |

Döntő
| 1996. július 30. |  | Kína (CHN) | 1–3 | Egyesült Államok |  |  |
| 1996. július 30. |  |            |     |                  |  |  |

| Csapat     | Helyezés |
| ---------- | -------- |
| Kína (CHN) |          |

## Sportlövészet
Férfi
| Versenyző                        | Versenyszám           | Selejtező | Selejtező   | Döntő   | Döntő    |
| Versenyző                        | Versenyszám           | Pont      | Helyezés    | Pont    | Helyezés |
| -------------------------------- | --------------------- | --------- | ----------- | ------- | -------- |
| Tan Cung-liang (Tan Zongliang)   | Légpisztoly           | 581       | 8.          | 682,0   | 6.       |
| Vang Ji-fu (Wang Yifu)           | Légpisztoly           | 587       | 1.          | 684,1   |          |
| Vang Ji-fu (Wang Yifu)           | Szabadpisztoly        | 564       | 5.**        | 659,3   | 6.       |
| Hszü Tan (Xu Dan)                | Szabadpisztoly        | 552       | 30.**       | kiesett | kiesett  |
| Meng Kang (Meng Gang)            | Gyorstüzelő pisztoly  | 587       | 5.          | 687,1   | 5.       |
| Li Haj-cung (Li Haicong)         | Légpuska              | 587       | 22.**       | kiesett | kiesett  |
| Ning Li-csia (Ning Lijia)        | Légpuska              | 588       | 18.***      | kiesett | kiesett  |
| Ning Li-csia (Ning Lijia)        | Sportpuska, összetett | 1165      | 10.**       | kiesett | kiesett  |
| Csen Hszien-csün (Chen Xianjun)  | Sportpuska, összetett | 1148      | 42.         | kiesett | kiesett  |
| Csen Hszien-csün (Chen Xianjun)  | Sportpuska, fekvő     | 594       | 20.*****    | kiesett | kiesett  |
| Li Ven-csie (Li Wenjie)          | Sportpuska, fekvő     | 595       | 11.******** | kiesett | kiesett  |
| Jang Ling (Yang Ling)            | Futócéllövészet       | 585       | 1.          | 685,8   |          |
| Hsziao Csün (Xiao Jun)           | Futócéllövészet       | 577       | 6.          | 679,8   |          |
| Csang Jung-csie (Zhang Yongjie)  | Trap                  | 121       | 9.***       | kiesett | kiesett  |
| Csao Kuj-seng (Zhao Guisheng)    | Trap                  | 118       | 31.*****    | kiesett | kiesett  |
| Csang Ping (Zhang Bing)          | Trap                  | 122       | 6.          | 146     | 5.       |
| Csang Ping (Zhang Bing)          | Dupla trap            | 140       | 3.          | 183     |          |
| Li Po (Li Bo)                    | Dupla trap            | 138sz     | 7.          | kiesett | kiesett  |
| Csen Tung-csie (Chen Dongjie)    | Skeet                 | 121       | 9.*****     | kiesett | kiesett  |
| Csang Hszin-tung (Zhang Xindong) | Skeet                 | 121       | 9.*****     | kiesett | kiesett  |

Női
| Versenyző                       | Versenyszám           | Selejtező | Selejtező | Döntő   | Döntő    |
| Versenyző                       | Versenyszám           | Pont      | Helyezés  | Pont    | Helyezés |
| ------------------------------- | --------------------- | --------- | --------- | ------- | -------- |
| Lu Fang                         | Légpisztoly           | 380       | 14.       | kiesett | kiesett  |
| Li Tuj-hung (Li Duihong)        | Légpisztoly           | 379       | 15.***    | kiesett | kiesett  |
| Li Tuj-hung (Li Duihong)        | Sportpisztoly         | 589       | 1.        | 687,9   |          |
| Ma Ko (Ma Ge)                   | Sportpisztoly         | 578       | 9.****    | kiesett | kiesett  |
| Hszü Jen-hua (Xu Yanhua)        | Légpuska              | 393       | 9.***     | kiesett | kiesett  |
| Csen Mu-hua (Chen Muhua)        | Légpuska              | 390       | 20.****   | kiesett | kiesett  |
| Csen Mu-hua (Chen Muhua)        | Sportpuska, összetett | 576       | 20.*      | kiesett | kiesett  |
| Csang Csiu-ping (Zhang Qiuping) | Sportpuska, összetett | 577       | 17.**     | kiesett | kiesett  |
| Kao O (Gao E)                   | Dupla trap            | 103       | 8.        | kiesett | kiesett  |
| Hszü Hsziang (Xu Xiang)         | Dupla trap            | 100       | 11.**     | kiesett | kiesett  |

* - egy másik versenyzővel azonos eredményt ért el

** - két másik versenyzővel azonos eredményt ért el

*** - három másik versenyzővel azonos eredményt ért el

**** - négy másik versenyzővel azonos eredményt ért el

***** - öt másik versenyzővel azonos eredményt ért el

******** - nyolc másik versenyzővel azonos eredményt ért el

## Súlyemelés
| Versenyző                          | Versenyszám | Szakítás                 | Szakítás                 | Lökés    | Lökés    | Összesen | Helyezés |
| Versenyző                          | Versenyszám | Eredmény                 | Helyezés                 | Eredmény | Helyezés | Összesen | Helyezés |
| ---------------------------------- | ----------- | ------------------------ | ------------------------ | -------- | -------- | -------- | -------- |
| Csang Hsziang-sen (Zhang Xiangsen) | 54 kg       | 130,0                    | 2.                       | 150,0    | 3.*      | 280,0    |          |
| Lan Si-csang (Lan Shizhang)        | 54 kg       | 125,0                    | 3.*                      | 150,0    | 3.*      | 275,0    | 4.       |
| Tang Ling-seng (Tang Lingsheng)    | 59 kg       | 137,5                    | 1.*                      | 170,0    | 1.       | 307,5    |          |
| Hszü Tung (Xu Dong)                | 59 kg       | 132,5                    | 7.*                      | 162,5    | 5.*      | 295,0    | 6.       |
| Hsziao Csien-kang (Xiao Jiangang)  | 64 kg       | 145,0                    | 2.*                      | 177,5    | 3.*      | 322,5    |          |
| Vang Kuo-hua (Wang Guohua)         | 64 kg       | érvényes kísérlet nélkül | érvényes kísérlet nélkül | kiesett  | kiesett  | kiesett  | kiesett  |
| Csan Hszü-kang (Zhan Xugang)       | 70 kg       | 162,5                    | 1.                       | 195,0    | 1.       | 357,5    |          |
| Van Csien-huj (Wan Jianhui)        | 70 kg       | 152,5                    | 4.*                      | 180,0    | 7.*      | 332,5    | 7.       |
| Lin Sou-feng (Lin Shoufeng)        | 76 kg       | 157,5                    | 9.*                      | 195,0    | 3.*      | 352,5    | 5.       |
| Cuj Ven-hua (Cui Wenhua)           | 108 kg      | 190,0                    | 4.                       | 215,0    | 6.*      | 405,0    | 5.       |

* - másik versenyzővel azonos eredményt ért el

## Szinkronúszás
| Versenyző                                                                                         | Szabad gyakorlat | Szabad gyakorlat | Technikai gyakorlat | Technikai gyakorlat | Összesítés | Összesítés |
| Versenyző                                                                                         | Pont             | Hely.            | Pont                | Hely.               | Pont       | Helyezés   |
| ------------------------------------------------------------------------------------------------- | ---------------- | ---------------- | ------------------- | ------------------- | ---------- | ---------- |
| Long Yan Li Min Li Yuanyuan Wu Chunlan Chen Xuan Guo Cui Jin Na Fu Yuling Li Fej (Li Fei) Pan Yan | 94,333           | 6.               | 94,733              | 7.                  | 94,593     | 7.         |

## Tenisz
Férfi
| Versenyző            | Versenyszám | 32-es főtábla                                                | Nyolcaddöntő      | Negyeddöntő       | Elődöntő          | Bronz- mérkőzés   | Döntő             | Helyezés |
| Versenyző            | Versenyszám | Ellenfél Eredmény                                            | Ellenfél Eredmény | Ellenfél Eredmény | Ellenfél Eredmény | Ellenfél Eredmény | Ellenfél Eredmény | Helyezés |
| -------------------- | ----------- | ------------------------------------------------------------ | ----------------- | ----------------- | ----------------- | ----------------- | ----------------- | -------- |
| Pan Bing Xia Jiaping | Páros       | India (IND) · Mahes Bhúpati · Lijendar Pedzs · 6–4, 4–6, 4–6 | kiesett           | kiesett           | kiesett           | kiesett           | kiesett           | 17.      |

Női
| Versenyző           | Versenyszám | 64-es főtábla                            | 32-es főtábla                                                       | Nyolcaddöntő                                                             | Negyeddöntő       | Elődöntő          | Bronz- mérkőzés   | Döntő             | Helyezés |
| Versenyző           | Versenyszám | Ellenfél Eredmény                        | Ellenfél Eredmény                                                   | Ellenfél Eredmény                                                        | Ellenfél Eredmény | Ellenfél Eredmény | Ellenfél Eredmény | Ellenfél Eredmény | Helyezés |
| ------------------- | ----------- | ---------------------------------------- | ------------------------------------------------------------------- | ------------------------------------------------------------------------ | ----------------- | ----------------- | ----------------- | ----------------- | -------- |
| Chen Li             | Egyes       | Szeles Mónika (USA) · 0–6, 4–6           | kiesett                                                             | kiesett                                                                  | kiesett           | kiesett           | kiesett           | kiesett           | 33.      |
| Yi Jingqian         | Egyes       | Inés Gorrochategui (ARG) · 2–6, 6–1, 1–6 | kiesett                                                             | kiesett                                                                  | kiesett           | kiesett           | kiesett           | kiesett           | 33.      |
| Chen Li Yi Jingqian | Páros       |                                          | Ausztrália (AUS) · Nicole Bradtke · Rennae Stubbs · mérkőzés nélkül | Thaiföld (THA) · Benjamas Sangaram · Tamarine Tanasugarn · 6–2, 4–6, 4–6 | kiesett           | kiesett           | kiesett           | kiesett           | 9.       |

## Tollaslabda
| Versenyző                                             | Versenyszám  | Selejtező                                 | 32-es főtábla                                                              | Nyolcaddöntő                                                         | Negyeddöntő                                                                             | Elődöntő                                                                                    | Döntő                                                                                               | Helyezés |
| Versenyző                                             | Versenyszám  | Ellenfél Eredmény                         | Ellenfél Eredmény                                                          | Ellenfél Eredmény                                                    | Ellenfél Eredmény                                                                       | Ellenfél Eredmény                                                                           | Ellenfél Eredmény                                                                                   | Helyezés |
| ----------------------------------------------------- | ------------ | ----------------------------------------- | -------------------------------------------------------------------------- | -------------------------------------------------------------------- | --------------------------------------------------------------------------------------- | ------------------------------------------------------------------------------------------- | --------------------------------------------------------------------------------------------------- | -------- |
| Tung Csiung (Dong Jiong)                              | Férfi egyes  | erőnyerő                                  | Joris van Soerland (NED) · 15–9, 15–4                                      | Thomas Stuer-Lauridsen (DEN) · 15–6, 18–15                           | Pang Szuhjon (Bang Su-hyeon) (KOR) · 15–6, 15–6                                         | Adul Sidek Mohamed (MAS) · 15–6, 18–16                                                      | Poul-Erik Høyer Larsen (DEN) · 12–15, 10–15                                                         |          |
| Yu Lizhi                                              | Férfi egyes  | Oliver Pongratz (GER) · 15–5, 12–15, 15–1 | Jaimie Dawson (CAN) · 15–10, 15–11                                         | Adul Sidek Mohamed (MAS) · 5–15, 2–15                                | kiesett                                                                                 | kiesett                                                                                     | kiesett                                                                                             | 9.       |
| Sun Jun                                               | Férfi egyes  | Étienne Thobois (FRA) · 15–5, 15–6        | Kim Hakkjun (Kim Hak-gyun) (KOR) · 15–5, 17–14                             | Alan Budikusuma (INA) · 5–15, 6–15                                   | kiesett                                                                                 | kiesett                                                                                     | kiesett                                                                                             | 9.       |
| Huang Zhanzhong Jiang Xin                             | Férfi páros  |                                           | erőnyerő                                                                   | Ausztrália (AUS) · Paul Staight · Peter Blackburn · 15–7, 15–9       | Indonézia (INA) · Rexy Mainaky · Ricky Subagja · 7–15, 7–15                             | kiesett                                                                                     | kiesett                                                                                             | 5.       |
| Ge Cheng Tao Xiaoqiang                                | Férfi páros  |                                           | Nagy-Britannia (GBR) · Darren Hall · Peter Knowles · 15–2, 15–3            | Malajzia (MAS) · Cheah Soon Kit · Yap Kim Hock · 8–15, 2–15          | kiesett                                                                                 | kiesett                                                                                     | kiesett                                                                                             | 9.       |
| Han Jingna                                            | Női egyes    | erőnyerő                                  | Ódor Andrea (HUN) · 11–0, 11–1                                             | Pornsawan Plungwech (THA) · 11–3, 11–6                               | Susi Susanti (INA) · 11–3, 4–11, 8–11                                                   | kiesett                                                                                     | kiesett                                                                                             | 5.       |
| Yao Yan                                               | Női egyes    | erőnyerő                                  | Marina Jakuseva (RUS) · 11–4, 11–4                                         | Yuliani Sentoso (INA) · 11–6, 11–5                                   | Pang Szuhjon (Bang Su-hyeon) (KOR) · 3–11, 2–11                                         | kiesett                                                                                     | kiesett                                                                                             | 5.       |
| Ye Zhaoying                                           | Női egyes    | erőnyerő                                  | Chan Chia Fong (MAS) · 11–4, 11–1                                          | Margit Borg (SWE) · 11–4, 11–4                                       | Kim Dzsihjon (Kim Ji-hyeon) (KOR) · 5–11, 11–12                                         | kiesett                                                                                     | kiesett                                                                                             | 5.       |
| Ko Fej (Ge Fei) Ku Csün (Gu Jun)                      | Női páros    |                                           | erőnyerő                                                                   | Németország (GER) · Katrin Schmidt · Kerstin Ubben · 15–3, 15–6      | Indonézia (INA) · Eliza Nathanael · Zelin Resiana · 15–7, 15–3                          | Dánia (DEN) · Helene Kirkegaard · Rikke Olsen · 15–8, 15–2                                  | Dél-Korea (KOR) · Kil Jonga (Gir Yeong-a) · Csang Hjeok (Jang Hye-ok) · 15–5, 15–5                  |          |
| Csin Ji-jüan (Qin Yiyuan) Tang Jung-su (Tang Yongshu) | Női páros    |                                           | erőnyerő                                                                   | Indonézia (INA) · Finarsih · Lili Tampi · 15–1, 4–15, 15–6           | Dánia (DEN) · Lisbet Stuer-Lauridsen · Marlene Thomsen · 15–8, 15–3                     | Dél-Korea (KOR) · Kil Jonga (Gir Yeong-a) · Csang Hjeok (Jang Hye-ok) · 12–15, 15–10, 16–18 | Bronzmérkőzés · Dánia (DEN) · Helene Kirkegaard · Rikke Olsen · 7–15, 15–4, 15–8                    |          |
| Chen Ying Peng Xinyong                                | Női páros    |                                           | Ukrajna (UKR) · Olena Nozdrany · Viktoriya Yevtushenko · 15–2, 11–15, 15–1 | Hollandia (NED) · Eline Coene · Erica van den Heuvel · 15–8, 15–13   | Dánia (DEN) · Helene Kirkegaard · Rikke Olsen · 6–15, 15–8, 5–15                        | kiesett                                                                                     | kiesett                                                                                             | 5.       |
| Szun Man (Sun Man) Liu Csien-csün (Liu Jianjun)       | Vegyes páros |                                           | Kanada (CAN) · Si-An Deng · Anil Kaul · 15–12, 15–3                        | Ausztrália (AUS) · Rhonda Cator · Peter Blackburn · 15–4, 7–15, 15–4 | Indonézia (INA) · Rosalina Riseu · Flandy Limpele · 15–2, 5–15, 15–7                    | Dél-Korea (KOR) · Na Gjongmin (Na Gyeong-Min) · Pak Csubong (Park Ju-bong) · 10–15, 4–15    | Bronzmérkőzés · Kína (CHN) · Peng Xinyong · Chen Xingdong · 13–15, 17–15, 15–4                      |          |
| Peng Xinyong Chen Xingdong                            | Vegyes páros |                                           | Svájc (SUI) · Santi Wibowo · Thomas Wapp · 15–5, 15–2                      | Kanada (CAN) · Denyse Julien · Darryl Yung · 15–11, 15–6             | Dánia (DEN) · Rikke Olsen · Michael Søgaard · (15–10, 6–15, 18–15                       | Dél-Korea (KOR) · Kil Jonga (Gir Yeong-a) · Kim Dongmun (Kim Dong-mun) · 6–15, 8–15         | Bronzmérkőzés · Kína (CHN) · Szun Man (Sun Man) · Liu Csien-csün (Liu Jianjun) · 15–13, 15–17, 4–15 | 4.       |
| Wang Xiaoyuan Tao Xiaoqiang                           | Vegyes páros |                                           | Ausztrália (AUS) · Lisa Campbell · Murray Hocking · 15–5, 15–4             | Dánia (DEN) · Lotte Olsen · Christian Jakobsen · 16–17, 15–6, 15–5   | Dél-Korea (KOR) · Na Gjongmin (Na Gyeong-Min) · Pak Csubong (Park Ju-bong) · 7–15, 9–15 | kiesett                                                                                     | kiesett                                                                                             | 5.       |

## Torna
Férfi
| Versenyző | Versenyszám      | Selejtező | Selejtező | Döntő    | Döntő    |
| Versenyző | Versenyszám      | Pontszám  | Helyezés  | Pontszám | Helyezés |
| --- | ---------------- | --------- | --------- | -------- | -------- |
| Li Hsziao-suang (Li Xiaoshuang) | Talaj            | 19,350    | 6.        | 9,837    |          |
| Li Hsziao-suang (Li Xiaoshuang) | Ugrás            | 19,337    | 6.        | 9,643    | 4.*      |
| Li Hsziao-suang (Li Xiaoshuang) | Korlát           | 19,262    | 7.        | kiesett  | kiesett  |
| Li Hsziao-suang (Li Xiaoshuang) | Nyújtó           | 19,287    | 9.*       | kiesett  | kiesett  |
| Li Hsziao-suang (Li Xiaoshuang) | Gyűrű            | 18,150    | 81.**     | kiesett  | kiesett  |
| Li Hsziao-suang (Li Xiaoshuang) | Lólengés         | 19,400    | 8.        | kiesett  | kiesett  |
| Li Hsziao-suang (Li Xiaoshuang) | Egyéni összetett | 114,786   | 6.        | 58,423   |          |
| Csang Csing-csin (Zhang Jinjing) | Talaj            | 18,849    | 41.       | kiesett  | kiesett  |
| Csang Csing-csin (Zhang Jinjing) | Ugrás            | 19,212    | 17.**     | kiesett  | kiesett  |
| Csang Csing-csin (Zhang Jinjing) | Korlát           | 19,299    | 6.        | 9,750    | 4.*      |
| Csang Csing-csin (Zhang Jinjing) | Nyújtó           | 19,237    | 15.       | kiesett  | kiesett  |
| Csang Csing-csin (Zhang Jinjing) | Gyűrű            | 18,900    | 35.**     | kiesett  | kiesett  |
| Csang Csing-csin (Zhang Jinjing) | Lólengés         | 19,099    | 17.       | kiesett  | kiesett  |
| Csang Csing-csin (Zhang Jinjing) | Egyéni összetett | 114,596   | 8.        | 58,148   | 4.       |
| Sen Csien (Shen Jian) | Talaj            | 18,775    | 44.*      | kiesett  | kiesett  |
| Sen Csien (Shen Jian) | Ugrás            | 19,249    | 15.*      | kiesett  | kiesett  |
| Sen Csien (Shen Jian) | Korlát           | 19,200    | 9.*       | kiesett  | kiesett  |
| Sen Csien (Shen Jian) | Nyújtó           | 18,650    | 54.       | kiesett  | kiesett  |
| Sen Csien (Shen Jian) | Gyűrű            | 19,162    | 12.*      | kiesett  | kiesett  |
| Sen Csien (Shen Jian) | Lólengés         | 19,187    | 15.       | kiesett  | kiesett  |
| Sen Csien (Shen Jian) | Egyéni összetett | 114,223   | 13.       | 57,861   | 5.       |
| Fan Pin (Fan Bin) | Talaj            | 9,625     | 95.       | kiesett  | kiesett  |
| Fan Pin (Fan Bin) | Ugrás            | 18,675    | 63.*****  | kiesett  | kiesett  |
| Fan Pin (Fan Bin) | Korlát           | 19,012    | 22.*      | kiesett  | kiesett  |
| Fan Pin (Fan Bin) | Nyújtó           | 19,375    | 4.        | 9,800    | *        |
| Fan Pin (Fan Bin) | Gyűrű            | 18,987    | 28.       | kiesett  | kiesett  |
| Fan Pin (Fan Bin) | Lólengés         | 19,549    | 1.*       | 9,300    | 8.       |
| Fan Pin (Fan Bin) | Egyéni összetett | 105,223   | 64.       | kiesett  | kiesett  |
| Huang Hua-tung (Huang Huadong) | Talaj            | 18,962    | 33.       | kiesett  | kiesett  |
| Huang Hua-tung (Huang Huadong) | Ugrás            | 9,537     | 98.       | kiesett  | kiesett  |
| Huang Hua-tung (Huang Huadong) | Korlát           | 18,912    | 33.       | kiesett  | kiesett  |
| Huang Hua-tung (Huang Huadong) | Nyújtó           | 18,200    | 72.*      | kiesett  | kiesett  |
| Huang Hua-tung (Huang Huadong) | Gyűrű            | 18,500    | 66.*      | kiesett  | kiesett  |
| Huang Hua-tung (Huang Huadong) | Lólengés         | 19,425    | 5.*       | 9,712    | 5.*      |
| Huang Hua-tung (Huang Huadong) | Egyéni összetett | 103,536   | 71.       | kiesett  | kiesett  |
| Huang Li-ping (Huang Liping) | Talaj            | 9,400     | 99.*      | kiesett  | kiesett  |
| Huang Li-ping (Huang Liping) | Ugrás            | 19,250    | 12.**     | kiesett  | kiesett  |
| Huang Li-ping (Huang Liping) | Korlát           | 19,387    | 1.*       | 9,737    | 6.       |
| Huang Li-ping (Huang Liping) | Nyújtó           | 18,925    | 39.**     | kiesett  | kiesett  |
| Huang Li-ping (Huang Liping) | Lólengés         | 18,875    | 34.*      | kiesett  | kiesett  |
| Huang Li-ping (Huang Liping) | Egyéni összetett | 85,837    | 90.       | kiesett  | kiesett  |
| Fan Hung-pin (Fan Hongbin) | Talaj            | 19,187    | 20.       | kiesett  | kiesett  |
| Fan Hung-pin (Fan Hongbin) | Ugrás            | 9,650     | 96.       | kiesett  | kiesett  |
| Fan Hung-pin (Fan Hongbin) | Gyűrű            | 19,287    | 8.        | 9,762    | 5.*      |
| Fan Hung-pin (Fan Hongbin) | Egyéni összetett | 48,124    | 109.      | kiesett  | kiesett  |
| Csang Csing-csin (Zhang Jinjing) Fan Hung-pin (Fan Hongbin) Fan Pin (Fan Bin) Huang Hua-tung (Huang Huadong) Huang Li-ping (Huang Liping) Li Hsziao-suang (Li Xiaoshuang) Sen Csien (Shen Jian) | Csapat összetett |           |           | 575,539  |          |

Női
| Versenyző | Versenyszám      | Selejtező | Selejtező | Döntő    | Döntő    |
| Versenyző | Versenyszám      | Pontszám  | Helyezés  | Pontszám | Helyezés |
| --- | ---------------- | --------- | --------- | -------- | -------- |
| Mo Huj-lan (Mo Huilan) | Talaj            | 19,525    | 8.*       | 9,700    | 6.       |
| Mo Huj-lan (Mo Huilan) | Ugrás            | 19,537    | 4.        | 9,768    |          |
| Mo Huj-lan (Mo Huilan) | Felemás korlát   | 19,237    | 29.**     | kiesett  | kiesett  |
| Mo Huj-lan (Mo Huilan) | Gerenda          | 18,962    | 22.       | kiesett  | kiesett  |
| Mo Huj-lan (Mo Huilan) | Egyéni összetett | 77,261    | 13.       | 39,049   | 5.       |
| Csiao Ja (Qiao Ya) | Talaj            | 19,124    | 42.*      | kiesett  | kiesett  |
| Csiao Ja (Qiao Ya) | Ugrás            | 19,112    | 33.       | kiesett  | kiesett  |
| Csiao Ja (Qiao Ya) | Felemás korlát   | 18,550    | 65.       | kiesett  | kiesett  |
| Csiao Ja (Qiao Ya) | Gerenda          | 19,049    | 18.       | kiesett  | kiesett  |
| Csiao Ja (Qiao Ya) | Egyéni összetett | 75,835    | 29.       | 38,718   | 11.      |
| Mao Jen-ling (Mao Yanling) | Talaj            | 19,287    | 26.       | kiesett  | kiesett  |
| Mao Jen-ling (Mao Yanling) | Ugrás            | 18,974    | 43.       | kiesett  | kiesett  |
| Mao Jen-ling (Mao Yanling) | Felemás korlát   | 19,287    | 27.*      | kiesett  | kiesett  |
| Mao Jen-ling (Mao Yanling) | Gerenda          | 19,150    | 11.*      | kiesett  | kiesett  |
| Mao Jen-ling (Mao Yanling) | Egyéni összetett | 76,698    | 18.*      | 38,243   | 19.*     |
| Liu Hszüan (Liu Xuan) | Talaj            | 19,125    | 40.*      | kiesett  | kiesett  |
| Liu Hszüan (Liu Xuan) | Ugrás            | 9,650     | 92.       | kiesett  | kiesett  |
| Liu Hszüan (Liu Xuan) | Felemás korlát   | 18,987    | 48.*      | kiesett  | kiesett  |
| Liu Hszüan (Liu Xuan) | Gerenda          | 18,825    | 28.       | kiesett  | kiesett  |
| Liu Hszüan (Liu Xuan) | Egyéni összetett | 66,587    | 75.       | kiesett  | kiesett  |
| Csi Li-ja (Ji Liya) | Talaj            | 19,587    | 4.*       | 9,637    | 8.       |
| Csi Li-ja (Ji Liya) | Ugrás            | 19,400    | 12.       | kiesett  | kiesett  |
| Csi Li-ja (Ji Liya) | Felemás korlát   | 19,299    | 26.       | kiesett  | kiesett  |
| Csi Li-ja (Ji Liya) | Egyéni összetett | 58,286    | 81.       | kiesett  | kiesett  |
| Kuj Jüan-jüan (Kui Yuanyuan) | Talaj            | 19,449    | 13.       | kiesett  | kiesett  |
| Kuj Jüan-jüan (Kui Yuanyuan) | Ugrás            | 19,150    | 29.*      | kiesett  | kiesett  |
| Kuj Jüan-jüan (Kui Yuanyuan) | Gerenda          | 18,800    | 29.       | kiesett  | kiesett  |
| Kuj Jüan-jüan (Kui Yuanyuan) | Egyéni összetett | 57,399    | 84.       | kiesett  | kiesett  |
| Pi Ven-csing (Bi Wenjing) | Ugrás            | 9,625     | 94.       | kiesett  | kiesett  |
| Pi Ven-csing (Bi Wenjing) | Felemás korlát   | 19,575    | 8.        | 9,837    | *        |
| Pi Ven-csing (Bi Wenjing) | Gerenda          | 18,912    | 25.       | kiesett  | kiesett  |
| Pi Ven-csing (Bi Wenjing) | Egyéni összetett | 48,112    | 91.       | kiesett  | kiesett  |
| Mo Huj-lan (Mo Huilan) Mao Jen-ling (Mao Yanling) Csiao Ja (Qiao Ya) Liu Hszüan (Liu Xuan) Csi Li-ja (Ji Liya) Kuj Jüan-jüan (Kui Yuanyuan) Pi Ven-csing (Bi Wenjing) | Csapat összetett |           |           | 191,933  | 4.       |

* - egy másik versenyzővel azonos eredményt ért el

** - két másik versenyzővel azonos eredményt ért el

***** - öt másik versenyzővel azonos eredményt ért el

### Ritmikus gimnasztika
| Versenyző                                                                                               | Versenyszám | Selejtező | Selejtező | Elődöntő | Elődöntő | Döntő   | Döntő    |
| Versenyző                                                                                               | Versenyszám | Pont      | Hely.     | Pont     | Hely.    | Pont    | Helyezés |
| --- | ----------- | --------- | --------- | -------- | -------- | ------- | -------- |
| Csou Hsziao-csing (Zhou Xiaojing)                                                                       | Egyéni      | 37,548    | 16.*      | 37,116   | 17.      | kiesett | kiesett  |
| Vu Pej (Wu Bei)                                                                                         | Egyéni      | 36,297    | 35.       | kiesett  | kiesett  | kiesett | kiesett  |
| Caj Jing-jing (Cai Yingying) Huang Ting Huang Jing (Huang Ying) Cseng Ni (Zheng Ni) Csung Li (Zhong Li) | Csapat      | 38,132    | 6.        |          |          | 37,999  | 5.       |

* - egy másik versenyzővel azonos eredményt ért el

## Úszás
Férfi
| Versenyző                                                                                                   | Versenyszám            | Előfutam | Előfutam | Előfutam | Döntő   | Döntő   | Döntő   | Helyezés |
| Versenyző                                                                                                   | Versenyszám            | Idő      | Hely.    | Össz.    | Típus   | Idő     | Hely.   | Helyezés |
| --- | ---------------------- | -------- | -------- | -------- | ------- | ------- | ------- | -------- |
| Csiang Cseng-csi (Jiang Chengji)                                                                            | 50 m gyors             | 22,55    | 1.       | 3.       | A       | 22,33   | 4.      | 4.       |
| Csao Li-feng (Zhao Lifeng)                                                                                  | 100 m gyors            | 51,70    | 5.       | 39.      | kiesett | kiesett | kiesett | kiesett  |
| Csao Ji (Zhao Yi)                                                                                           | 100 m hát              | 57,17    | 5.       | 26.*     | kiesett | kiesett | kiesett | kiesett  |
| Csao Ji (Zhao Yi)                                                                                           | 200 m hát              | 2:13,31  | 7.       | 39.      | kiesett | kiesett | kiesett | kiesett  |
| Ceng Csi-liang (Zeng Qiliang)                                                                               | 100 m mell             | 1:02,26  | 4.       | 8.       | A       | 1:02,01 | 7.      | 7.       |
| Vang Ji-vu (Wang Yiwu)                                                                                      | 200 m mell             | 2:19,13  | 8.       | 24.      | kiesett | kiesett | kiesett | kiesett  |
| Csiang Cseng-csi (Jiang Chengji)                                                                            | 100 m pillangó         | 53,40    | 2.       | 4.       | A       | 53,20   | 4.      | 4.       |
| Csiang Cseng-csi (Jiang Chengji) Ceng Csi-liang (Zeng Qiliang) Csao Ji (Zhao Yi) Csao Li-feng (Zhao Lifeng) | 4 × 100 m vegyes váltó | 3:43,50  | 5.       | 13.      | kiesett | kiesett | kiesett | kiesett  |

Női
| Versenyző                                                                                                   | Versenyszám            | Előfutam | Előfutam | Előfutam | Döntő   | Döntő   | Döntő   | Helyezés |
| Versenyző                                                                                                   | Versenyszám            | Idő      | Hely.    | Össz.    | Típus   | Idő     | Hely.   | Helyezés |
| --- | ---------------------- | -------- | -------- | -------- | ------- | ------- | ------- | -------- |
| Lö Csing-ji (Le Jingyi)                                                                                     | 50 m gyors             | 25,10    | 1.       | 1.       | A       | 24,90   | 2.      |          |
| Lö Csing-ji (Le Jingyi)                                                                                     | 100 m gyors            | 54,90    | 1.       | 1.       | A       | 54,60   | 1.      |          |
| San Jing (Shan Ying)                                                                                        | 100 m gyors            | 56,10    | 4.       | 9.       | B       | 55,74   | 1.      | 9.       |
| San Jing (Shan Ying)                                                                                        | 50 m gyors             | 25,71    | 2.       | 5.       | A       | 25,70   | 7.      | 7.       |
| San Jing (Shan Ying)                                                                                        | 200 m gyors            | 2:04,29  | 8.       | 23.      | kiesett | kiesett | kiesett | kiesett  |
| Ho Ce-hung (He Cihong)                                                                                      | 100 m hát              | 1:05,87  | 7.       | 26.      | kiesett | kiesett | kiesett | kiesett  |
| Csen Jen (Chen Yan) (1)                                                                                     | 100 m hát              | 1:02,62  | 2.       | 6.       | A       | 1:02,50 | 5.      | 5.       |
| Csen Jen (Chen Yan) (1)                                                                                     | 200 m hát              | 2:14,74  | 4.       | 12.      | B       | 2:14,37 | 3.      | 11.      |
| Csen Jen (Chen Yan) (2)                                                                                     | 200 m gyors            | 2:03,32  | 5.       | 16.      | kiesett | kiesett | kiesett | kiesett  |
| Csen Jen (Chen Yan) (2)                                                                                     | 400 m gyors            | 4:22,55  | 8.       | 29.      | kiesett | kiesett | kiesett | kiesett  |
| Csen Jen (Chen Yan) (2)                                                                                     | 400 m vegyes           | 4:53,87  | 6.       | 17.      | kiesett | kiesett | kiesett | kiesett  |
| Vu Jen-jen (Wu Yanyan)                                                                                      | 400 m vegyes           | 4:54,07  | 5.       | 18.      | kiesett | kiesett | kiesett | kiesett  |
| Vu Jen-jen (Wu Yanyan)                                                                                      | 200 m hát              | 2:20,89  | 8.       | 28.      | kiesett | kiesett | kiesett | kiesett  |
| Vu Jen-jen (Wu Yanyan)                                                                                      | 200 m vegyes           | 2:16,55  | 3.       | 10.      | B       | 2:16,61 | 2.      | 10.      |
| Lin Li | 200 m vegyes           | 2:16,31  | 2.       | 4.       | A       | 2:14,74 | 3.      |          |
| Lin Li | 200 m mell             | 2:30,64  | 4.       | 9.*      | B       | 2:33,45 | 8.      | 16.      |
| Jüan Jüan (Yuan Yuan)                                                                                       | 200 m mell             | 2:33,89  | 8.       | 24.*     | kiesett | kiesett | kiesett | kiesett  |
| Jüan Jüan (Yuan Yuan)                                                                                       | 100 m mell             | 1:11,65  | 8.       | 24.      | kiesett | kiesett | kiesett | kiesett  |
| Han Hszüe (Han Xue)                                                                                         | 100 m mell             | 1:10,40  | 4.       | 13.      | B       | 1:09,90 | 1.      | 9.       |
| Pu Ji-csi (Pu Yiqi)                                                                                         | 800 m gyors            | 8:45,32  | 4.       | 12.      | kiesett | kiesett | kiesett | kiesett  |
| Caj Huj-csüe (Cai Huijue)                                                                                   | 100 m pillangó         | 1:00,89  | 2.       | 7.       | A       | 1:00,46 | 7.      | 7.       |
| Liu Li-min (Liu Limin)                                                                                      | 100 m pillangó         | 1:00,18  | 2.       | 3.       | A       | 59,14   | 2.      |          |
| Liu Li-min (Liu Limin)                                                                                      | 200 m pillangó         | 2:13,12  | 3.       | 8.       | A       | 2:10,70 | 5.      | 5.       |
| Csü Jün (Qu Yun)                                                                                            | 200 m pillangó         | 2:11,35  | 2.       | 4.       | A       | 2:10,26 | 4.      | 4.       |
| Lö Csing-ji (Le Jingyi) Csao Na (Chao Na) Nien Jün (Nian Yun) San Jing (Shan Ying)                          | 4 × 100 m gyorsváltó   | 3:44,06  | 1.       | 3.       | A       | 3:40,48 | 2.      |          |
| Nien Jün (Nian Yun) Vang Lu-na (Wang Luna) Csen Jen (Chen Yan) (2) San Jing (Shan Ying) Pu Ji-csi (Pu Yiqi) | 4 × 200 m gyorsváltó   | 8:13,29  | 3.       | 8.       | A       | 8:15,38 | 8.      | 8.       |
| Csen Jen (Chen Yan) (1) Han Hszüe (Han Xue) Caj Huj-csüe (Cai Huijue) San Jing (Shan Ying)                  | 4 × 100 m vegyes váltó | 4:09,23  | 1.       | 4.       | A       | 4:07,34 | 3.      |          |

* - egy másik versenyzővel azonos eredményt ért el

** - két másik versenyzővel azonos eredményt ért el

## Vitorlázás
Férfi
| Versenyző              | Versenyszám     | Futam | Futam | Futam | Futam | Futam | Futam | Futam | Futam | Futam | Pontszám | Helyezés |
| Versenyző              | Versenyszám     | 1     | 2     | 3     | 4     | 5     | 6     | 7     | 8     | 9     | Pontszám | Helyezés |
| ---------------------- | --------------- | ----- | ----- | ----- | ----- | ----- | ----- | ----- | ----- | ----- | -------- | -------- |
| Csien Hung (Qian Hong) | Szörfvitorlázás | (27)  | 12    | (19)  | 10    | 11    | 13    | 10    | 6     | 12    | 74,0     | 12.      |

Női
| Versenyző                                           | Versenyszám | Futam | Futam | Futam | Futam | Futam | Futam | Futam | Futam | Futam | Futam | Futam | Pontszám | Helyezés |
| Versenyző                                           | Versenyszám | 1     | 2     | 3     | 4     | 5     | 6     | 7     | 8     | 9     | 10    | 11    | Pontszám | Helyezés |
| --------------------------------------------------- | ----------- | ----- | ----- | ----- | ----- | ----- | ----- | ----- | ----- | ----- | ----- | ----- | -------- | -------- |
| Li Ko (Li Ke)                                       | Europe      | 4     | (14)  | 5     | (9)   | 2     | 7     | 6     | 2     | 3     |       |       | 29,0     | 4.       |
| Liu Haj-mej (Liu Haimei) Csi Feng-csin (Ji Fengqin) | Csillaghajó | 15    | 14    | (23)  | 21    | 21    | 22    | 21    | 15    | 20    | (23)  | 20,5  | 169,5    | 21.      |

Nyílt
| Versenyző                  | Versenyszám | Futam | Futam | Futam | Futam | Futam | Futam | Futam | Futam | Futam | Futam | Futam | Pontszám | Helyezés |
| Versenyző                  | Versenyszám | 1     | 2     | 3     | 4     | 5     | 6     | 7     | 8     | 9     | 10    | 11    | Pontszám | Helyezés |
| -------------------------- | ----------- | ----- | ----- | ----- | ----- | ----- | ----- | ----- | ----- | ----- | ----- | ----- | -------- | -------- |
| Cao Hsziao-po (Cao Xiaobo) | Laser       | 30    | 24    | (32)  | 28    | 28    | 29    | 30    | 27    | (38)  | 32    | 13    | 241,0    | 32.      |

## Vívás
Férfi
| Versenyző                                                                   | Versenyszám       | Selejtező                               | 32-es főtábla                | Nyolcaddöntő                                                                                                 | Negyeddöntő       | Elődöntő          | Bronz- mérkőzés                                                                          | Döntő             | Helyezés |
| Versenyző                                                                   | Versenyszám       | Ellenfél Eredmény                       | Ellenfél Eredmény            | Ellenfél Eredmény                                                                                            | Ellenfél Eredmény | Ellenfél Eredmény | Ellenfél Eredmény                                                                        | Ellenfél Eredmény | Helyezés |
| --------------------------------------------------------------------------- | ----------------- | --------------------------------------- | ---------------------------- | --- | ----------------- | ----------------- | ---------------------------------------------------------------------------------------- | ----------------- | -------- |
| Je Csung (Ye Chong)                                                         | Tőr, egyéni       | Rafkat Ruziyev (UZB) · 15–4             | Alexander Koch (GER) · 15–13 | Szerhij Holubickij (UKR) · 14–15                                                                             | kiesett           | kiesett           | kiesett                                                                                  | kiesett           | 12.      |
| Vang Haj-pin (Wang Haibin)                                                  | Tőr, egyéni       | Peter Devine (USA) · 15–12              | Rolando Tucker (CUB) · 11–15 | kiesett | kiesett           | kiesett           | kiesett                                                                                  | kiesett           | 28.      |
| Tung Csao-cse (Dong Zhaozhi)                                                | Tőr, egyéni       | Kim Jongho (Kim Yeong-ho) (KOR) · 12–15 | kiesett                      | kiesett | kiesett           | kiesett           | kiesett                                                                                  | kiesett           | 38.      |
| Csao Kang (Zhao Gang)                                                       | Párbajtőr, egyéni | Ilija Mecskov (BUL) · 15–12             | Kaido Kaaberma (EST) · 6–15  | kiesett | kiesett           | kiesett           | kiesett                                                                                  | kiesett           | 24.      |
| Jen Hszien-tung (Yan Xiandong)                                              | Kard, egyéni      | Tony Plourde (CAN) · 9–15               | kiesett                      | kiesett | kiesett           | kiesett           | kiesett                                                                                  | kiesett           | 35.      |
| Je Csung (Ye Chong) Tung Csao-cse (Dong Zhaozhi) Vang Haj-pin (Wang Haibin) | Tőr, csapat       |                                         |                              | Dél-Korea (KOR) · Csong Szugi (Jeong Su-gi) · Kim Jongguk (Kim Yong-guk) · Kim Jongho (Kim Yeong-ho) · 42–45 |                   |                   | A 9. helyért · Egyesült Államok (USA) · Cliff Bayer · Nick Bravin · Peter Devine · 45–42 |                   | 9.       |

Női
| Versenyző                                                                      | Versenyszám       | Selejtező                      | 32-es főtábla                        | Nyolcaddöntő                                                                     | Negyeddöntő                                                                                      | Elődöntő | Bronz- mérkőzés                                                                                         | Döntő             | Helyezés |
| Versenyző                                                                      | Versenyszám       | Ellenfél Eredmény              | Ellenfél Eredmény                    | Ellenfél Eredmény                                                                | Ellenfél Eredmény                                                                                | Ellenfél Eredmény | Ellenfél Eredmény                                                                                       | Ellenfél Eredmény | Helyezés |
| ------------------------------------------------------------------------------ | ----------------- | ------------------------------ | ------------------------------------ | -------------------------------------------------------------------------------- | ------------------------------------------------------------------------------------------------ | --- | --- | ----------------- | -------- |
| Hsziao Aj-hua (Xiao Aihua)                                                     | Tőr, egyéni       | erőnyerő                       | Anna Angelova (BUL) · 15–4           | Jánosi Zsuzsa (HUN) · 15–7                                                       | Giovanna Trillini (ITA) · 7–15                                                                   | kiesett | kiesett                                                                                                 | kiesett           | 6.       |
| Liang Csün (Liang Jun)                                                         | Tőr, egyéni       | Ferial Salhi (ALG) · 15–7      | Anja Fichtel-Mauritz (GER) · 10–15   | kiesett                                                                          | kiesett                                                                                          | kiesett | kiesett                                                                                                 | kiesett           | 27.      |
| Vang Huj-feng (Wang Huifeng)                                                   | Tőr, egyéni       | Alejandra Carbone (ARG) · 15–4 | Diana Bianchedi (ITA) · 10–15        | kiesett                                                                          | kiesett                                                                                          | kiesett | kiesett                                                                                                 | kiesett           | 29.      |
| Jen Csing (Yan Jing)                                                           | Párbajtőr, egyéni | Kubo Noriko (JPN) · 15–10      | Sophie Moressée-Pichot (FRA) · 14–15 | kiesett                                                                          | kiesett                                                                                          | kiesett | kiesett                                                                                                 | kiesett           | 25.      |
| Liang Csün (Liang Jun) Vang Huj-feng (Wang Huifeng) Hsziao Aj-hua (Xiao Aihua) | Tőr, csapat       |                                |                                      | Izrael (ISR) · Ayelet Ohayon · Lilach Parisky · Lydia Czuckermann-Hatuel · 45–29 | Olaszország (ITA) · Francesca Bortolozzi-Borella · Giovanna Trillini · Valentina Vezzali · 24–45 | Az 5–8. helyért · Franciaország (FRA) · Laura Flessel-Colovic · Sophie Moressée-Pichot · Valérie Barlois-Mevel-Leroux · 44–45 | A 7. helyért · Lengyelország (POL) · Anna Rybicka · Barbara Wolnicka-Szewczyk · Joanna Jakimiuk · 45–32 |                   | 7.       |